# Ardoise (élément de couverture)
Pour les articles homonymes, voir Ardoise (homonymie).
 (octobre 2023).
L'ardoise est un petit élément de couverture des bâtiments, façonné par débit et fente et issue de certains schistes fins dits ardoisiers.
Jean-Marie Pérouse de Montclos, dans la rubrique des matériaux de couverture d'Architecture, méthode et vocabulaire,  l'a définie comme « plaque de roche schisteuse, posée à recouvrement ». Arsène Brandilly, dans le Manuel du couvreur-ardoisier, précisait que ce sont  « des dalles minces fendues dans des blocs de schistes ardoisiers ». Le mode de fabrication par fendage et l'usage en couverture des bâtiments par assemblage de petits éléments se recouvrant, caractérisent l'ardoise de couverture en l'opposant à tout autre objet fait de schiste ardoisier.

L'ardoise désigne aussi des matériaux analogues par l'aspect ou par la mise en œuvre (ardoise de fibro-ciment, ardoise de zinc, etc.).

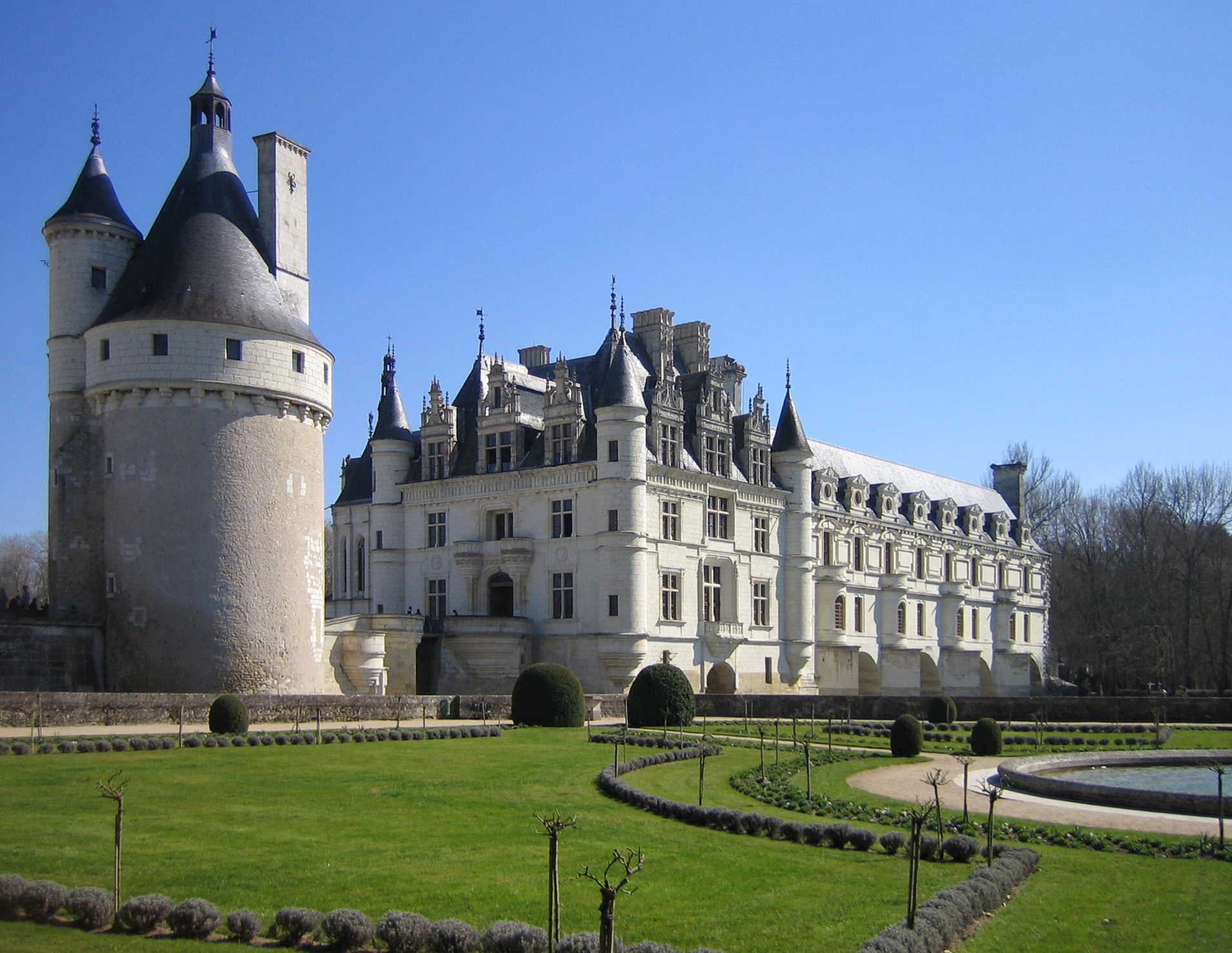
Château de Chenonceau, « Plus que le marbre dur me plaist l’ardoise fine » (Joachim du Bellay, Heureux qui, comme Ulysse).

## Historique

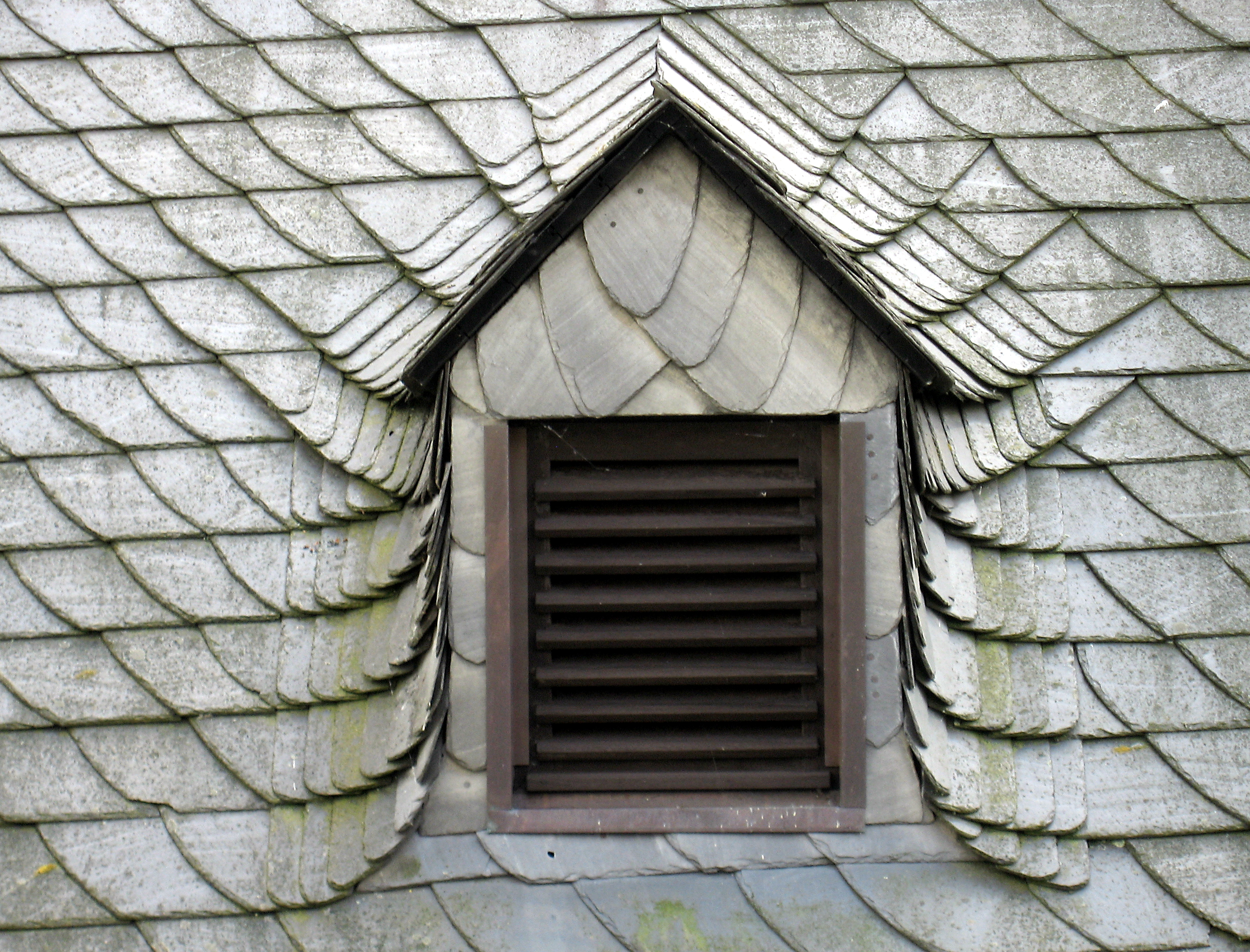
Lucarne à chevalet couverte en schuppen à Warburg.

### Étymologie
Au XVIIe siècle, Jacob Huchet, érudit français cité par Furcy Soulez-Larivière, se fonde sur son intuition linguistique pour rapprocher ardoise du toponyme Ardenne par le truchement des formes locales ardouèse et ardnaise. Il évoque une érosion patoisante de l'expression pierre ardenaise, laquelle aurait abouti à la forme ardoise. Pourtant, Chrétien de Troyes utilise déjà le terme entre 1160 et 1184 dans son roman Perceval où un personnage est retenu captif dans un « palais couvert d'ardoise ».
Dès 1889, Émile Littré envisage une origine celtique arddu, ardwn signifiant sombre et qui aurait évolué en ardoise et Ardenne, « la sombre forêt des Gaules ».
Oscar Bloch et Walther von Wartburg établissent une première occurrence certaine du terme au XIIe siècle, sous la forme latinisée ardesia. Ils supposent qu'elle s'apparente au celte ard qui signifie haut et dont a probablement dérivé le latin arduenna (sylva) puis le français « Ardenne ».
Pierre-Yves Lambert propose la forme gauloise *aritisia, apparentée au latin pariēs, parietis « paroi, mur » (Chute du /p/ indo-européen initial en celtique. Cf. latin pater / vieil irlandais atir, gaulois ater-.). Il doute de la reconstruction de la forme latinisée ardesia en *ardēsia.
Plus récemment, Xavier Delamarre reprend cette reconstruction *aritisia, équivalente au latin pariēs, -etis, basée sur *pari (peri-) + it-, fait sur per-īre « entourer » et note que, si ce rapprochement est valable, le terme a dû désigner « un mur de construction dont le matériau s'est ensuite spécialisé dans le sens moderne ».

### Légende du Saint patron Lézin d'Angers
À l'époque mérovingienne, au VIe siècle, Lucinius (Lézin) était connétable du roi Clotaire et gouverneur de l'Armorique. Chrétien zélé, il adopta la règle monastique après que sa promise fut entrée en léproserie. Il se retira dans la pauvreté, non loin d'Angers, la capitale de la province armoricaine.
Le peuple l'élut bientôt évêque pour la vertu et les mérites dont il faisait montre dans sa retraite. Lézin d'Angers eut alors à charge la gestion d'une carrière appartenant à l'évêché et dont le bénéfice semble avoir été assez fructueux. La légende raconte que Lézin lisait l'office au bord de la carrière et suspendit miraculeusement la chute d'un rocher qui, sans cette heureuse intervention, aurait blessé ou tué quelques laborieux perreyeurs.
Aux environs de 1820, pendant la restauration monarchique, Lézin, promu à la dignité de saint, se vit attribuer la découverte de la fissilité du schiste et, par conséquent, la prospérité du bassin ardoisier. On en fit alors le saint patron des ardoisiers.

### Traces archéologiques et monumentales

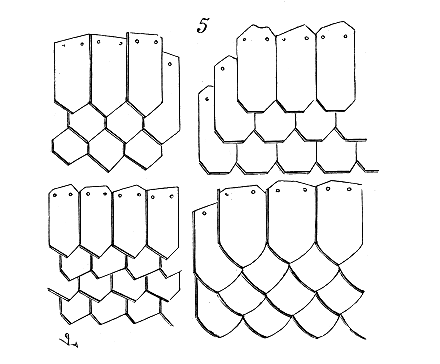
Dictionnaire raisonné de l'architecture française du par Eugène Viollet-le-Duc

Viollet-le-Duc mentionne, dans son Dictionnaire raisonné de l'architecture française du onzième au seizième siècle, la découverte « dans des constructions du XIe siècle… de nombreux fragments de grandes ardoises très épaisses et mal coupées… ». Il estime qu'elles « constituaient une excellente couverture », mais ne semble pas faire de distinction entre l'ardoise extraite dans des mines s’approfondissant pour fournir un commerce grandissant de pierre taillée par des artisans spécialisés, et la lauze faite de la même roche, mais affleurante, grossière et exposée aux intempéries, qui est récupérée par le paysan local.
Ce n'est pas avant le XIIe siècle que l'ardoise est percée de clous à tête plate pour la fixer aux toitures. En rouillant, ce clou de fer forgé gonfle et scelle le trou.
Le prompt développement des ordres cistercien et prémontré dans les régions avoisinantes aux gisements de schistes ardoisiers du pays d'Ardenne réunit toutes les conditions d'une exploitation rationalisée. De vastes organisations disposant de grands pouvoirs et de finances prospères entreprennent l'érection de bâtiments qu'elles souhaitent pérennes. L'émulation entre les deux ordres et l'opportunité de quelques progrès technologiques dans l'art de l'étaiement et celui du pompage déterminent l'approfondissement des carrières. Les mineurs ont recours à des galeries d'assèchement et d'accès. Progressivement l'extraction devient souterraine. Dès la fin du XIIe siècle, les Angevins couvrent déjà des chapelles et des églises d'escailles d'ardoise. À la même époque, le pays de Galles produit aussi d'excellentes ardoises, puis un peu plus tard la Bretagne fait de même.
Dès la fin du XVe siècle, les châteaux de la Loire sont tous couronnés des ardoises de l'Anjou. Leurs fines flèches et leurs nombreuses lucarnes n'auraient pas été possibles sans ce matériau à la forme plus aisément adaptable que la brique.

## Fabrication

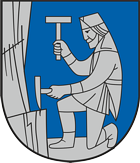

### Extraction
Les premières exploitations de veines de schiste ardoisier résultèrent de l'approfondissement de carrières d'où étaient tirés préalablement des moellons ou des lauzes. À mesure que la veine d'ardoise s'éloigne de la surface, elle devient en effet plus belle et plus docile à la fente. Les mineurs creusaient donc un puits menant à une galerie étayée avec du bois. Les infiltrations d'eau, en particulier aux abords de la Meuse, obligeaient à écoper pour éviter que les galeries soient inondées.

#### Extraction à ciel ouvert

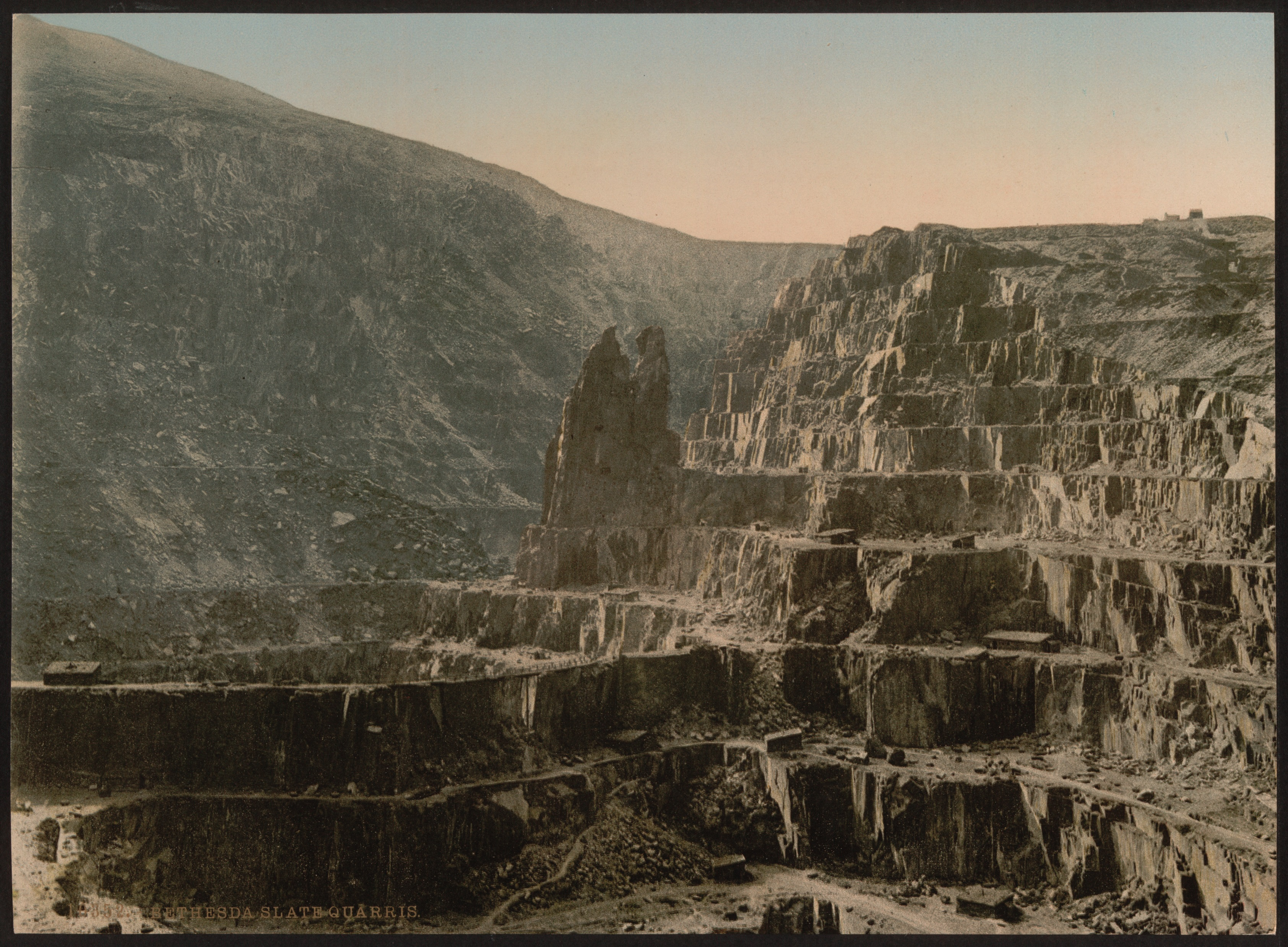
La carrière de Penrhyn à Bethesda (Pays de Galles).

Les schistes ardoisiers résultent de la transformation de couches sédimentaires océaniques plissées par des mouvements tectoniques et dont les structures chimique et cristalline sont modifiées en phase solide par les contraintes mécaniques et thermiques consécutives à ces mouvements. Cette genèse suppose une certaine profondeur d'enfouissement, mais les évolutions subséquentes, en particulier l'érosion, peuvent amener la roche en surface. Elle subit alors une détente due à la perte de son eau et devient sensible aux agents atmosphériques et biologiques qui la dégradent.
Le résultat extérieur de cette évolution géologique est un coteau ou une falaise de roche dure au bas duquel gît un éboulis de dalles oblongues.
L'épaisseur des couches intéressantes à exploiter est typiquement d'ordre métrique à hectométrique, l'inclinaison est variable. Selon la conformation de la veine et de son affleurement, on attaquera un flanc ou l'on fouillera une fosse. Dans tous les cas, la veine finira par s'enfoncer sous des terrains stériles parfois très durs ou au contraire très instables. Il est nécessaire de ne pas retirer une trop grande quantité de roche afin de ne pas provoquer d'effondrements.
Eugène Louis Melchior Patrin, dans l'article posthume « Ardoise » du Nouveau dictionnaire d'histoire naturelle (1816), explique : « Cette exploitation se fait à ciel ouvert, par tranchées ou foncées de neuf pieds de profondeur chacune, qui vont toujours en se rétrécissant, à mesure qu'on s'enfonce, afin de conserver un talus suffisant pour prévenir les éboulements ; de sorte qu'une tranchée à laquelle on donne ordinairement quatre cents pieds de large (environ 130 m) sur une longueur indéterminée, se trouve réduite à rien à la trentième foncée, qui est à deux cent soixante-dix pieds de profondeur (87,7 m). » Ce qui fait au talus un fruit de cinquante-trois degrés et demi qu'on ne peut guère outrepasser sans courir un grand péril.
L'abattage des blocs se fit longtemps au pic, au coin et à la masse. Puis on usa de tir de mine à l'aide de la poudre noire et beaucoup plus tard de la dynamite et d'autres explosifs plus puissants et plus cassants qui augmentaient le profit, mais qui diminuaient le rendement de la pierre jusqu'à moins de dix pour cent et accroissaient considérablement les risques d'accidents. Ces explosions pulvérisent aussi de la poudre de roche dans l'air respiré par les mineurs, entraînant des problèmes pulmonaires. On en vint finalement à utiliser des scies à fil et des haveuses, et à indemniser les veuves des mineurs silicosés et aux mineurs décédés au fond des mines.
Au début du XXIe siècle, les grandes carrières sont à ciel ouvert à Saint-Marc-du-Lac-Long (Québec), à San Pedro et à Benuza dans l'ouest de la Cordillère Cantabrique (Espagne), en Chine (provinces de Shandong, Hubei, Jiangxi et Fujian), au Brésil (État des Minas Gerais, entre Belo Horizonte et le réservoir de Três Marias) ; on exploite des veines quasi horizontales en terrassant des dizaines d'hectares avec des engins grands comme des maisons. Le faible coût du transport transocéanique contemporain permet sa commercialisation loin des centres de production.

#### Extraction souterraine

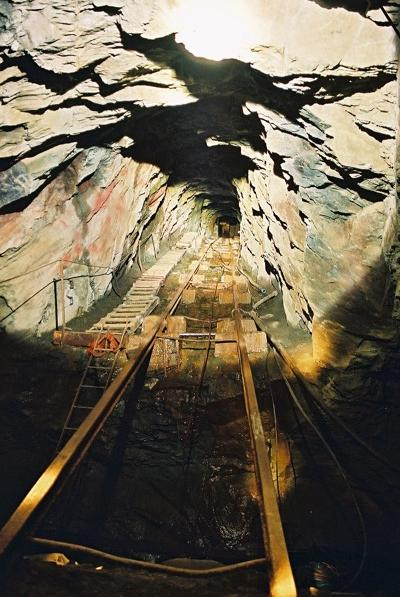
Rampe d'exploitation souterraine à Honister en Cumbria

Qu'on accède à la veine par un travers-banc horizontal directement depuis la surface ou par un système de puits et de galeries collectrices, le premier ouvrage s'appelle crabotage. Le mineur médiéval devait travailler à genoux, au pic et à la barre à mine, tapant dans la butte pour donner de l'aire à la chambre. Il vidangeait les débris qui ne lui étaient d'aucun usage, décelait les avantages qui sont des lignes où la pierre peut casser, puis remontait en portant les pierres dégagées.
Quand le mineur disposait d'assez d'espace pour se redresser dans une chambre à largeur convenable, l'exploitation se poursuivait en descendant ou en montant. Jadis les mineurs suivaient le chemin tracé par les pierres qui leur semblaient de meilleure qualité, mais en préférant descendre parce qu'ils y retrouvaient les usages ordinaires d'une carrière à ciel ouvert.
Les mineurs devaient vidanger péniblement les débris et la mauvaise pierre à l'aide de paniers et de bennes. L'exploitation était dangereuse, et le plafond devait être régulièrement nettoyé des pierres qui se délogeaient. Dans certaines carrières où d'immenses grottes avaient été creusées, les chutes d'une partie du plafond ont meurtri jusqu'à plusieurs dizaines d'hommes d'un seul coup.
Lorsque les filons les plus exploités, criblés d'immenses chambres souterraines, commencèrent à manquer de place, l'extraction s'est poursuivie en montant, ce qui permettait de repousser les gravois vers le fond, faisant ainsi gagner aux carriers beaucoup d'effort et de sureté, et convenait aussi aux actionnaires.
À la fin du XXe siècle, les carrières souterraines s'ouvraient en descendant, mais les parois étaient ceinturées de fer tandis que de longues et larges galeries en faible pente permettaient la circulation de grands tombereaux automobiles.
Aujourd'hui, l'extraction se fait au marteau-pneumatique, à la tarière et à la mine, voire à la haveuse. Un front et des flancs sont dégagés pour abattre des blocs, et l'exploitation se poursuit sur toute l'étendue de la salle. Les blocs sont débités si nécessaire pour être remontés à la surface.

### Façonnage
D'abord, ce qui importe quand on a détaché un bloc du front de taille, c'est de le remonter. Pour ce faire, on doit le débiter en pièces portables par les moyens dont on dispose, qui ont varié selon les époques et qui sont toujours assujettis au mode d'extraction et aux caractéristiques du gisement et de ses accès. Des porteurs ont escaladé de longues successions d'échelles avec des faix de plus de quatre-vingts kilos et des machineries ont hissé des charges de dix tonnes ou davantage.

#### Débitage, boucage et quernage.

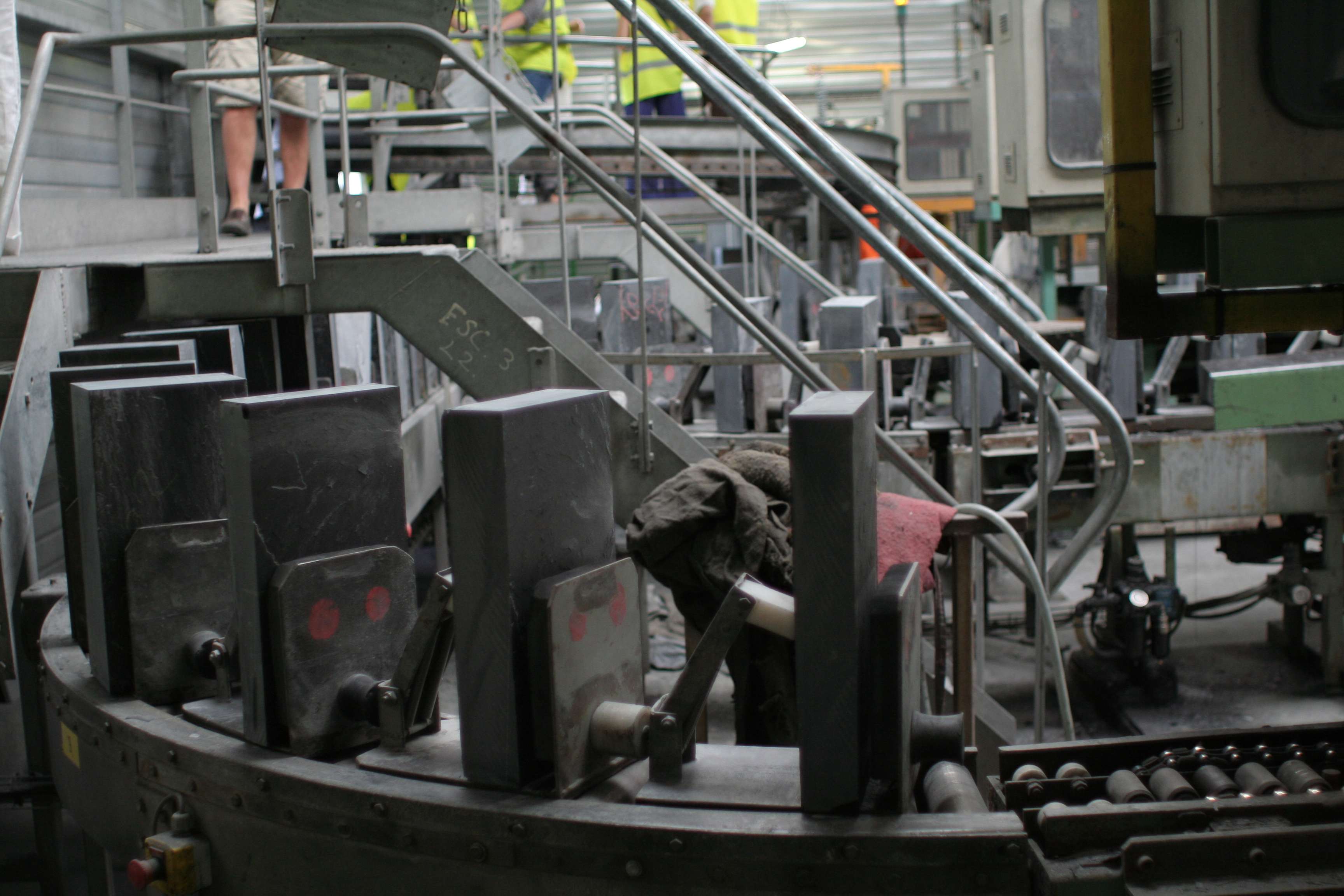
Répartons à la sortie du sciage, attendant d'être fendus.

Le débitage aboutit au réparton par une succession de divisions du bloc abattu selon trois plans orthogonaux : le plan de fissilité, le plan de boucage qui suit le longrain, et le plan de quernage, perpendiculaire à la fissilité et au longrain. Selon les modes d'abattage et les moyens mis en œuvre pour hisser la pierre au jour, les opérations successives sont réparties en bas (au pied du front de taille), puis en haut (au jour). On en fait le plus possible en haut où le travail est plus confortable et peut être organisé de façon plus rationnelle.
L'alignage consiste à fendre un bloc de grande taille en dalles dont l'épaisseur n'excède pas six à dix centimètres. Pour ce faire on enfonce à la masse des coins logés dans des trous amorcés au pic, ou l'on utilise un marteau-pneumatique.
De larges ciseaux à pierre frappés habilement au maillet venaient à bout du boucage quand le longrain était assez marqué ; depuis quelque temps déjà l'on scie ; c'est plus facile et le débit de la pierre s'en trouve amélioré.
Pour briser dans le plan de quernage, il faut amorcer une rupture par entaille au pic et finir au ciseau, mais l'on a tôt scié car la cassure est aléatoire et prend aisément du biais ce qui fait perdre de la pierre.

#### Tierçage et fente
Le réparton est enfin prêt pour être fendu. Sa longueur et sa largeur enchérissent d'un rien sur le format du modèle que l'on souhaite façonner. On le divise en quartelles par une série de dichotomies les plus égales possibles qui combine des fentes à proprement parler dont les pièces résultantes sont de même épaisseur, et des tierçages où l'une pièce double l'autre. Puis l'on fend les quartelles en jets et les jets en fendis qui sont pareils à des ardoises dont les chefs ne sont pas dressés.

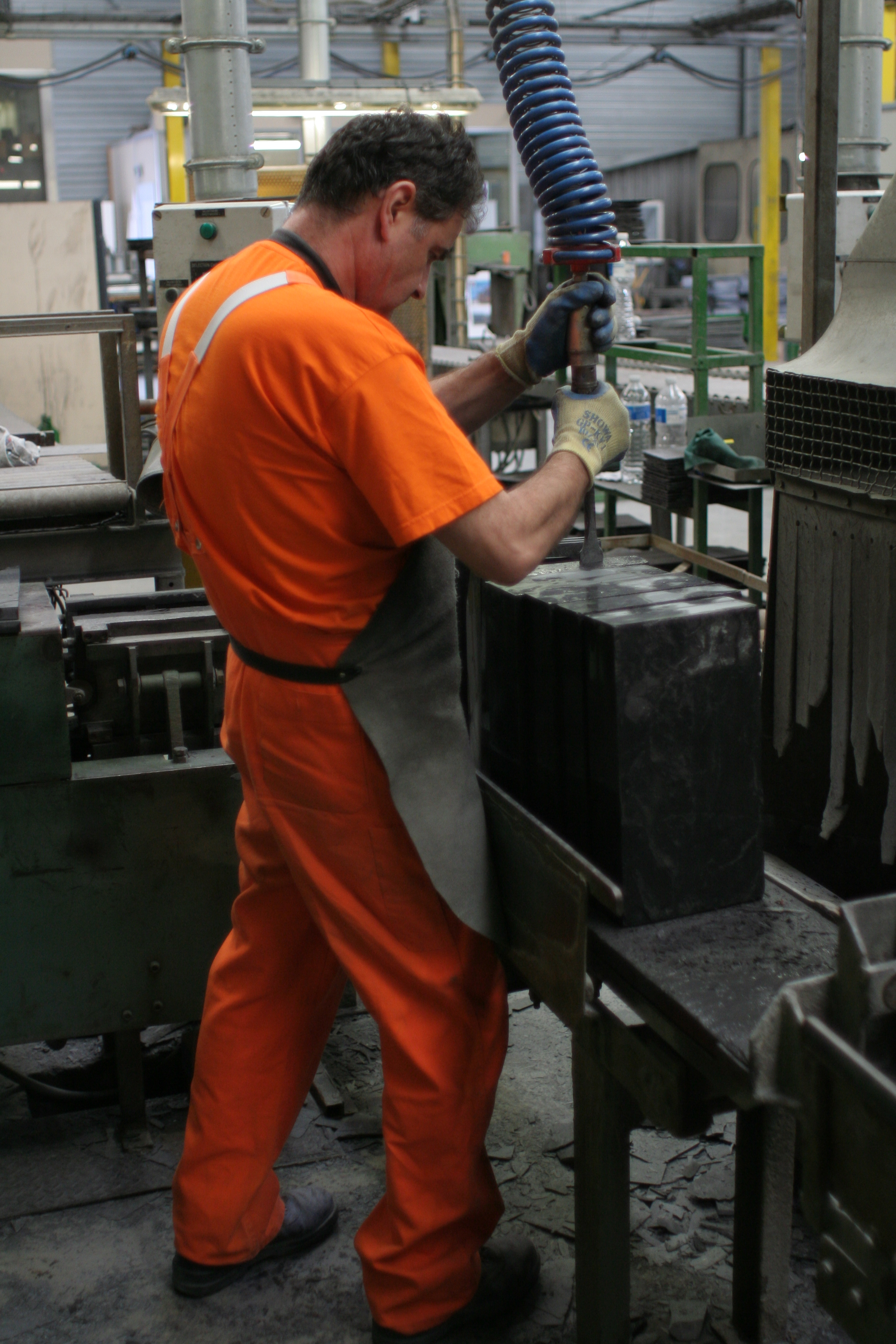
Fente manuelle d'un réparton.
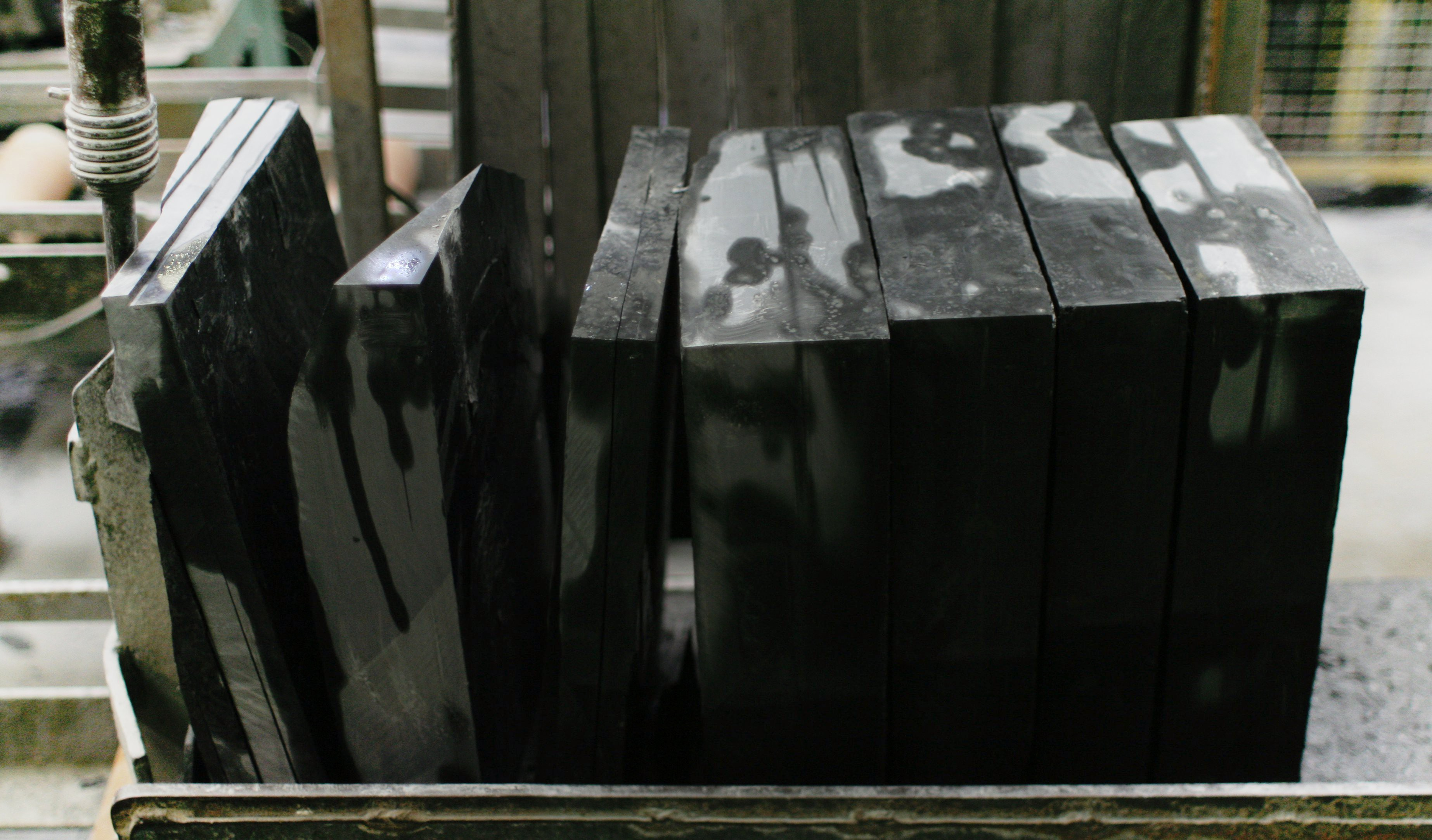
Répartons en cours de fente.
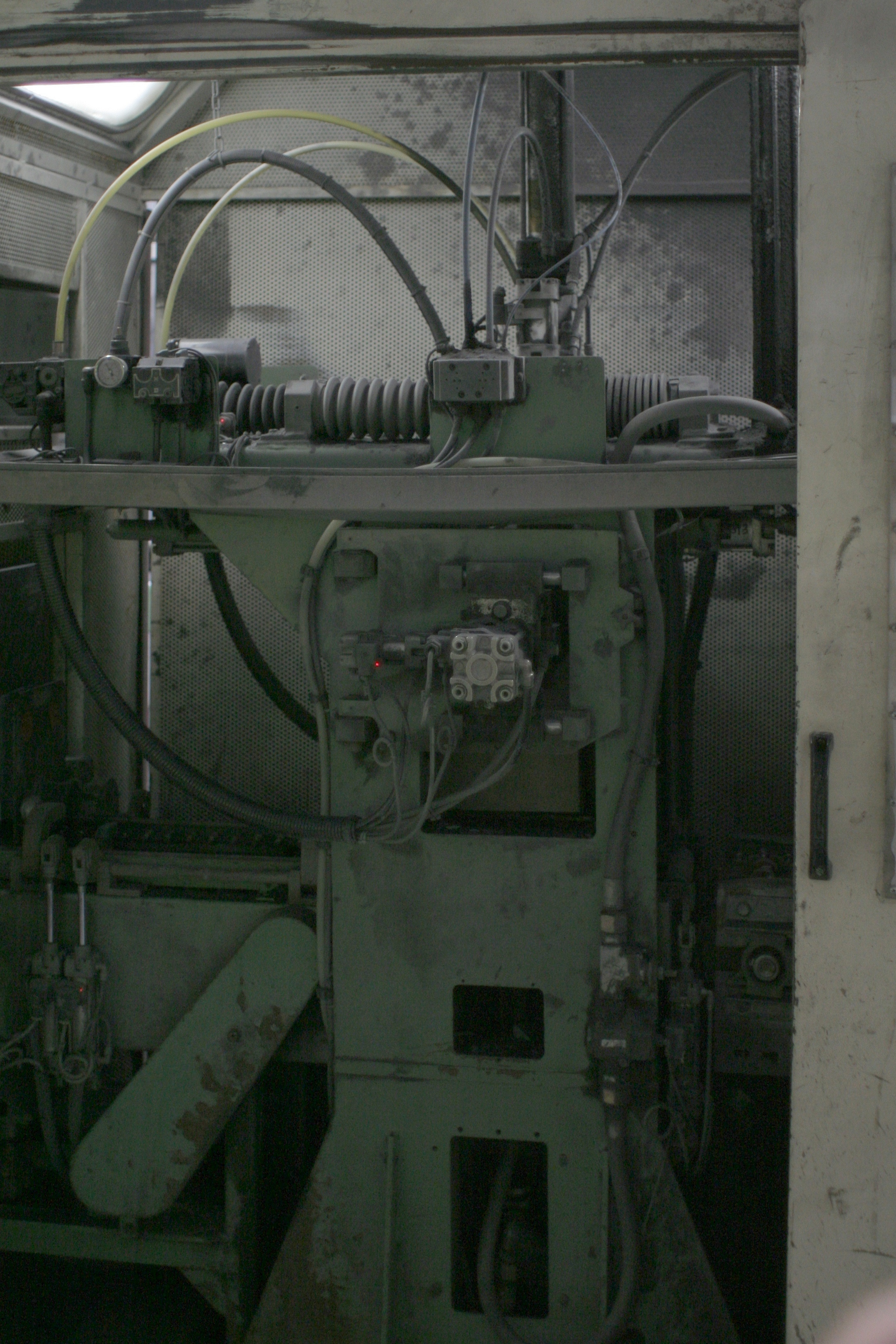
Machine à fendre. Elle tierce, fend et évacue les fendis.
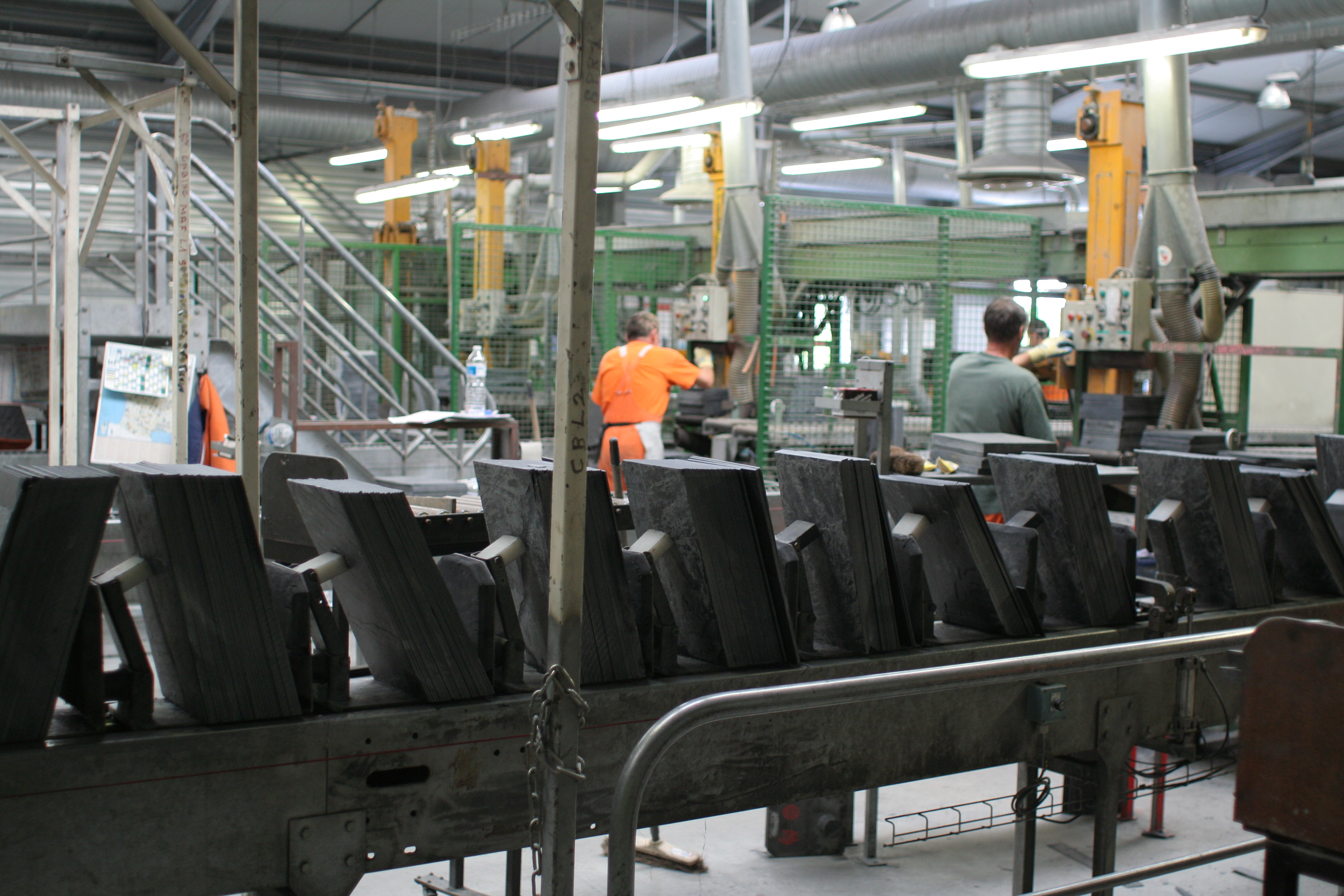
Fendis à la sortie de la machine à fendre.

#### Rondissage
L'opération du rondissage, appelée aussi rebattage ou rabattage, est réalisée grâce au doleau, rondisseuse ou rebattoire, une sorte de hachette, et le chaput ou billot furent longtemps les instruments du rondissage lequel donne à l'ardoise à la fois son épaufrure et son format. Puis on a utilisé des sortes de massicots à pédale. Depuis le milieu du XXe siècle des machines rondissent mécaniquement à la molette ou à la fraise.

### Modèles
Il parait utile de rappeler ici la différence entre ardoise et lauze et tout particulièrement de préciser certains points concernant les changements d'acception de ces termes. À la fin du XIIe siècle, les deux mots désignent des pierres dont les caractères communs tiennent à la schistosité et à l'ingélivité. Lauze se dit en pays franco-provençal et d'oc, ardoise en pays d'oïl. La pierre est utilisée déjà depuis fort longtemps pour la construction autour des lieux où elle affleure.
Au nord, des structures sociales et politiques plus centralisées ou mieux affermies ainsi que de bonnes voies navigables favorisent le commerce à des distances assez considérables. Le débouché des exploitations s'en trouve augmenté. Les exploitants creusent d'autant plus profondément, où l'on trouve la meilleure pierre qui se fend en plus fines écailles, que le pouvoir promeut les couvertures incombustibles pour la reconstruction des sites urbains incendiés. Et plus fines écailles faisant surface plus étendue et profit plus substantiel, on en vient à fendre à moins de deux millimètres. Bientôt les octrois de Paris exigent une grosseur plus convenable, puis cette règle est adoptée par d'autres villes ou provinces et s'impose aux producteurs. C'est la première standardisation qui différencie des ardoises conformes à une épaisseur requise par opposition à d'autres, imparfaites, dont l'usage reste local.
Au sud, on n'a pas creusé si profond à cette occasion. L'architecture urbaine employait la tuile depuis longtemps et très communément. La pierre n'était pas si bonne, trop calcaire souvent. Peu importe, on usa même de pierres non schisteuses qui se présentaient naturellement sous la forme de dalles, comme les phonolites d'Auvergne ou les dolomies des Causses. Et la lauze resta la lauze quand l'ardoise devenait l'ardoise[style à revoir].

#### Types non échantillonnés
Le type de matériau de couverture minérale le plus primitif résulte d'un simple tri d'éléments plats et oblongs disponibles en surface. Les gisements intéressants de ces sortes de pierres procèdent de la dégradation atmosphérique d'affleurements de roches anisotropes le plus souvent métamorphiques (schistosité et long-grain) mais aussi éruptives (microlithisme fluidale).
La localisation restreinte de ces ressources très limitées ne permettait pas la diffusion de leur usage ni celle de la technologie afférente qui resta rustique et sans prestige. Mais la découverte de la fissilité et la propagation consécutive du matériau nouveau induisit le développement de traditions rayonnantes. Lesquelles se trouvèrent confrontées à des coutumes préexistantes et s'en alimentèrent. Ainsi l'on adapta à l'ardoise les façons du bardeau, qui était alors communément utilisé, et celles de la fameuse tuile plate de Bourgogne, qu'on faisait venir à grand frais jusqu'à Paris et plus loin encore pour sa grande résistance et sa remarquable beauté ou que l'on tentait d'imiter assez médiocrement.
La façon modifia l'objet. On fabriqua bientôt des ardoises de longueur approximativement constante (de dix à douze pouces) qui présentaient le double avantage de pouvoir être posées sur lattis et de se ranger fort commodément sur le fond des bateaux qui les portaient au loin. Les inévitables blocs de rebut servaient à façonner des éléments disparates et bon marché vendus aux alentours. On produit encore des lots d'ardoises de largeurs inconstantes pour la pérennité de certaines façons régionales.

#### Modèles échantillonnés
Puis l'on en vint dès les XIVe et XVe siècles à départir du meilleur ce qui excellait davantage et distinguer la « carrée » du « poil noir » et de l'ardoise « partie ». La « carrée » fut triée en « carrée forte » et « carrée fine », les écailles de moindre qualité en « poil taché » et « poil roux ». On mit à part les ardoises longues mais trop étroites, les « héridelles », et celles dont le schiste s'incurvait, les « coffines », pour complaire aux couvreurs qui en avaient usage dans les façons qu'ils inventaient.
En 1672, le roi Louis XIV ordonna que la hauteur des ardoises fût dorénavant de onze pouces et l'on en resta là pendant plus de cent cinquante ans. Vers 1830, le vent avait porté l'écho de bien des tumultes, mais les bonnes ardoises de France n'avaient pas grandi. Elles n'avaient gagné qu'un peu d'embonpoint, s'accroissant environ d'un pouce de largeur. Néanmoins, depuis 1770 environ, les bretons en faisaient de plus grandes (jusqu'à dix-sept pouces), à l'exemple des anglais et des gallois dont les « queens » atteignaient vingt-cinq de leurs petits pouces, soit vingt-deux pouces et six lignes de France.
Les ardoisières de l'Anjou et des Ardennes mécanisaient leur fabrication, ce qui permit une plus grande régularité des dimensions et par conséquent la création de nouveaux modèles:
- la « 1re carrée » (11 × 8 pouces),
- la « 2e carrée » (11 × 7½ pouces),
- la « 3e carrée » (9 × 6½ pouces),
- la « 4e carrée » (8 × 4 à 5 pouces) dite aussi « cartelette » puis « cartelette no 1 » (8 × 5 pouces) ;

en 1859 :
- la « flamande » (10 × 6 pouces) ;

en 1860, à partir du « poil taché » :
- la « grande moyenne » (11 × 7 pouces),
- la « petite moyenne » (11 × 6 pouces) ;

en 1864, à partir du « poil roux » :
- la « cartelette no 2 » (8 × 4½ pouces),
- la « cartelette no 3 » (8 × 3½ pouces) ;

puis, longtemps après, en 1941 :
- la « reconstruction » (350 mm × 250 mm) ;

et enfin, en 1955, à l'instigation de M. Sangué, pour couvrir les faibles pentes :
- la « 46 × 30 » (cm).

##### Modèles français
Au début du XXIe siècle, les carrières des grands bassins ardoisiers historiques sont épuisées, fermées ou pour le moins déclinantes (Pays de Galles, Ardennes, Anjou). La plupart des ardoises posées en Europe comme partout ailleurs sont extraites d'exploitations récemment ouvertes en Espagne, au Canada, en Chine et au Brésil. Les productions n'ont jamais été aussi variées, autant dans le format et l'épaisseur que dans la nature et les caractéristiques de la pierre.
La teinte peut être noire, grise, blanche, bleue, verte, rouge, violette, jaspée, nuageuse ou rouillée. On fend plus gros, quelquefois pour compenser les faiblesses du schiste. On taille, de la cartelette à la 46 × 30, toutes les combinaisons de largeur et de longueur dont la proportion est comprise entre deux tiers et un demi.
Si l'on s'en tient à la tradition, les modèles français restent assez disponibles à ceux qui ont l'œil et l'oreille. Si l'on veut innover, des voies honnêtes sont ouvertes aux aventuriers et aux artistes. Les normes européennes ont défini précisément des épreuves que l'ardoise doit pouvoir subir sans perte ni rupture et celle d'aujourd'hui vaut bien celle d'hier.
| Longueur×largeur | Noms anciens            |
| 355 × 250        | Reconstruction          |
| 325 × 220        | 1re carrée grand modèle |
| 300 × 220        | 1re carrée forte        |
| 300 × 220        | 1re carrée fine         |
| 300 × 200        | 2e carrée               |
| 300 × 190        | Grande moyenne          |
| 270 × 180        | Moyenne                 |
| 270 × 160        | Flamande                |
| 250 × 180        | 3e carrée               |
| 220 × 160        | Cartelette              |

##### Modèles anglais
Les modèles anglais, plus grands et plus épais que les modèles français, doivent impérativement être pourvus de leurs quatre cornières. Les ardoisières d'Anjou et des Ardennes en ont produit à partir de 1852 pour résister à la rude concurrence des négociants britanniques qui, dès la seconde moitié du XVIIIe siècle, débarquaient d'excellentes pierres fort bien travaillées dans les ports continentaux de Nantes à Brème.
Au Pays de Galles, à Bethesda, à Blaenau Ffestiniog et à Llamberis, les carrières de Penrhyn, Llechwedd et Oakeley, Dinorwic exploitaient au début du XIXe siècle des dizaines de puits et de chambres souterraines dans de larges veines d'un schiste de qualité exceptionnelle. Plusieurs milliers de carriers misérables et encasernés tapaient dans la butte au fond quatorze heures par jour et souvent y mouraient pour l'enrichissement de quelques familles. On vendait une belle marchandise assez bon marché dans les ports de France, de Flandre et d'Allemagne, et les diables rodaient dans les galeries profondes.
À Bethesda, la carrière de Penrhyn étant la plus importante, on normalisa d'office les modèles en leur donnant des noms de dames.
| Nom du modèle  | Dimensions en pouces | Dimensions en millimètres | Nom français |
| Empress        | 26 × 16              | 660,4 × 406,4             |              |
| Queens         | 25 × 14              | 635 × 355,6               | no 1         |
| Princess       | 24 × 14              | 609,6 × 355,6             | no 2         |
| Duchess        | 24 × 12              | 609,6× 304,8              | no 3         |
| Small Duchess  | 22 ×12               | 558,8 × 304,8             |              |
| Marchioness    | 22 × 11              | 558,8 × 279,4             | no 4         |
| Broad Countess | 20 × 12              | 508 × 304,8               |              |
| Countess       | 20 × 10              | 508 × 254                 | no 5         |
| Small Countess | 18 × 10              | 457,2 × 254               | no 6         |
| Viscountess    | 18 × 9               | 457,2 × 228,6             | no 14        |
| Wide Lady      | 16 × 10              | 406,4 × 254               | no 13        |
| Broad Lady     | 16 × 9               | 406,4 × 228,6             |              |
| Lady           | 16 × 8               | 406,4 × 203,2             | no 7         |
| Wide Header    | 14 × 12              | 355,6 × 304,8             |              |
| Header         | 14 × 10              | 355,6 × 254               | no 11        |
| Small Lady     | 14 × 8               | 355,6 × 203,2             | no 8         |
| Narrow Lady    | 14 × 7               | 355,6 × 177,8             | no 9         |
| Small Header   | 13 × 10              | 330,2 × 254               |              |
| Doubles        | 12 × 6½              | 304,8 × 165,1             | no 10        |
| Singles        | 10 × 5               | 254 × 127                 |              |

##### Modèles carrés

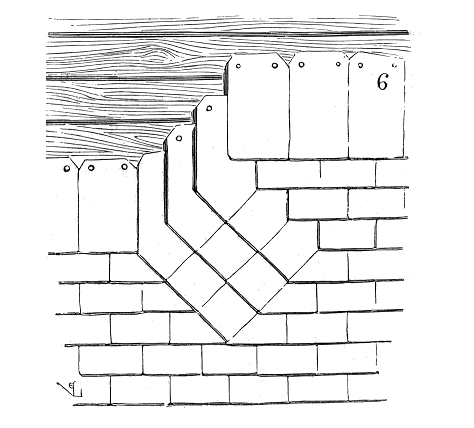
modèle carré et en losange pour un motif décoratif.

Dans les années 1880, l'industrie ardoisière, en forte expansion, fut néanmoins rudement concurrencée par l'essor des tuileries.
En 1841, Courtois avait inventé à Paris une sorte de tuile carrée posée en diagonale et Gilardoni avait breveté sa première tuile à emboitement qu'il produisit bientôt abondamment à Altkirch, puis à Bois du Roi après l'annexion de l'Alsace par les Prussiens en 1870. Le second de ces procédés seul perdura, mais le premier ne fut pas sans conséquence. Le principe commun de ces nouvelles tuiles était d'égoutter par un larmier au-delà d'un relevé de tête. La surface utile de l'élément étant accrue, le poids de la couverture, le coût de la charpente et les frais de transport se trouvaient diminués.
Les ardoisiers eurent alors l'idée, en 1886, de créer des modèles carrés destinés à être posés en diagonale pour bénéficier des mêmes effets engendrés par les mêmes causes. Les façons dites économiques que les couvreurs mirent en œuvre sans tarder assurèrent le succès de ces modèles dans la couverture des hangars et des ateliers, ainsi que le bardage des murs.
On les fixa d'abord à clous de milieu, puis avec des crochets doubles en Y. L'inconvénient de ces crochets onéreux et de manipulation malaisées disparut avec l'apparition des modèles à pans coupés qui se posent au crochet ordinaire.
Les modèles carrés sont fendus à l'épaisseur des modèles anglais, néanmoins on évite de les poser dans les régions où ils seraient exposés à de fortes grêles parce qu'une grande partie de leur pureau ne couvre aucune autre pierre. L'étanchéité de ces façons économiques n'est pas aussi bonne que celle des façons traditionnelles.
La nomenclature des côtés et des angles de ces sortes d'ardoises leur est particulière. Elles ne possèdent ni culée ni chef de tête. On distingue parmi leurs chefs tous biais, ceux qui égouttent de ceux qui sont couverts. On nomme pan un petit côté surnuméraire résultant de l'abattement régulier d'un angle, et pointe, un angle qui n'est point abattu. Le pan ou la pointe, selon son emplacement est dit de base, de tête ou de côté.
Il y a cinq types d'ardoises carrées : certaines ont quatre pans de cinquante millimètres, d'autres ont les pans de côtés de quatre-vingt-dix millimètres et ceux de base et de tête de trente millimètres, d'autres encore ont un pan de cent quatre-vingts millimètre qui peut être placé en base ou en tête, et trois pans de trente millimètres, le quatrième type n'a qu'un pan de tête de cent quatre-vingts millimètres et trois pointes, on le pose à crochet double, enfin, il existe un cinquième type qui ne se pose pas sur la diagonale et dont la culée est écornée de quatre-vingt-dix millimètres des deux côtés. Les dimensions s'échelonnent de 250 à 355 mm.

##### Modèles historiques
En 1930 la direction des monuments historiques émit le souhait que les ardoisières produisent quelques nouveaux modèles adaptés à la restauration des bâtiments anciens. Leurs formats sont empruntés à des modèles français dont le ratio de la longueur égale trois demi largeurs. L'épaisseur permet de distinguer deux types : la H1 (4,3 mm) et la H2 (7 mm). Ces excellentes proportions accordent les coutumes et une standardisation bénéfique. Néanmoins ces ardoises dont on a considérablement forcé l'épaisseur, font une couverture assez lourde. Elles exigent une fixation tenace sur un fort voligeage.
On envisage que leur pérennité excède celle de tout autre moyen de couverture en petits éléments.
| Modèle       | Dimensions      |
| 2e carrée H1 | 300 × 200 × 4,3 |
| Moyenne H1   | 270 × 180 × 4,3 |
| 2e carrée H2 | 300 × 200 × 7   |
| Moyenne H2   | 270 × 180 × 7   |

##### Schuppen

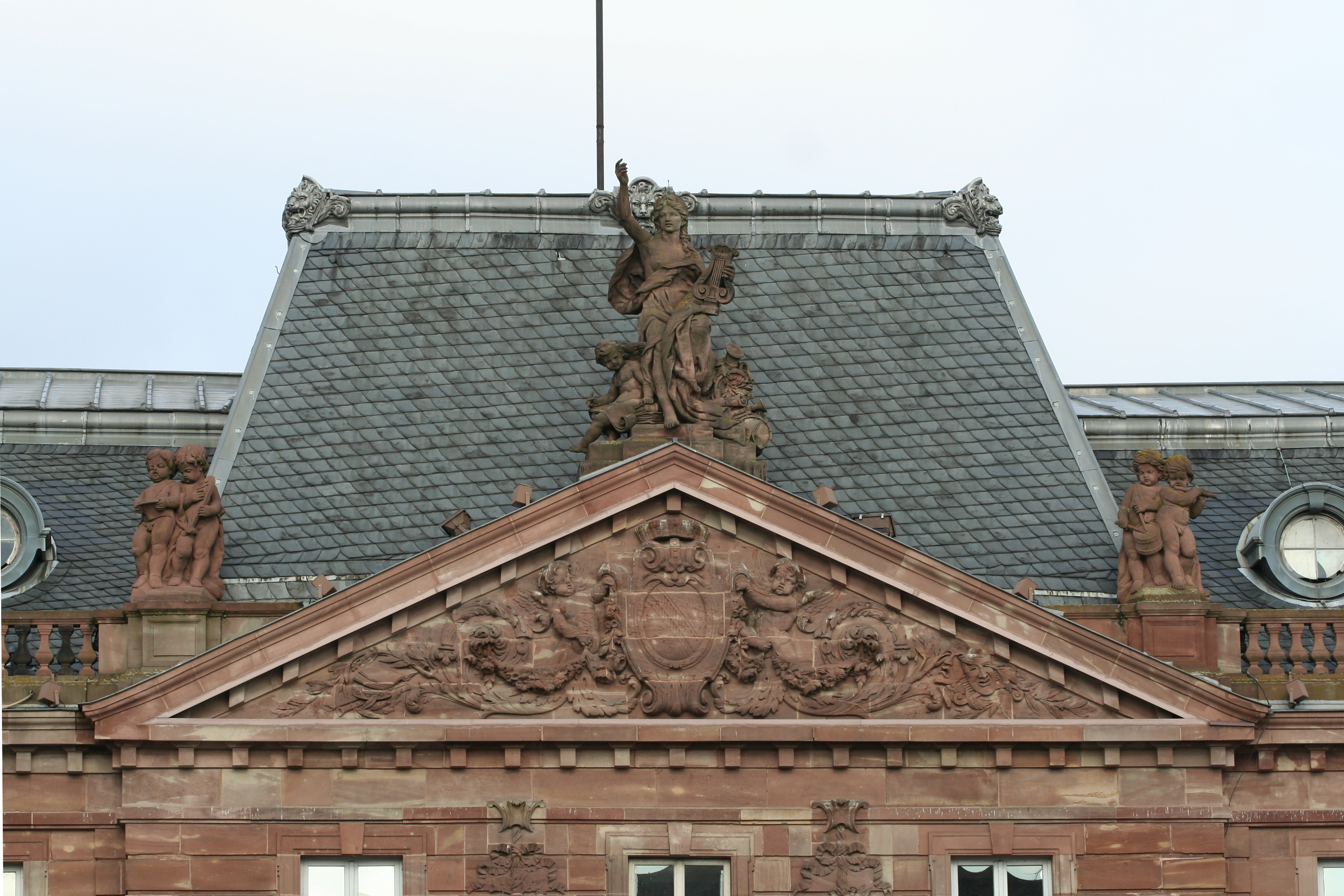
Pavillon à la Mansart, couvert de schuppen en brisis, place Kléber à Strasbourg.

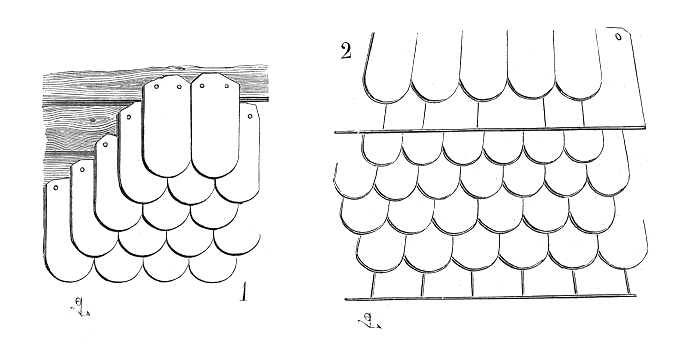
Ardoises en écaille.

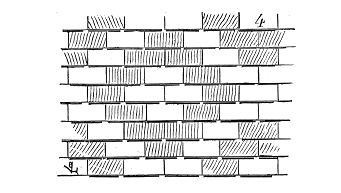
Ardoises en mosaïque.

En ce qui concerne l'ardoise, la France et les pays allemands développèrent indépendamment des traditions si bien distinctes dès leurs prémisses que leur influence réciproque resta quasiment nulle. Au XVe siècle, on ouvrit des carrières de bonne ardoise en Thuringe, près de Lehesten, puis on approfondit celles de Rhénanie et de Westphalie, près de Mayen, de Kaub et de Raumland, qui depuis l'époque romaine fournissaient des dalles et des lauzes et dont, au demeurant, on ne tira souvent que des écailles assez médiocres.
D'origine ardennaise, une façon primitive de la pose brouillée d'écailles évolua et s'affina pour couvrir les monuments et les riches maisons bourgeoises. La pierre était à peu près la même en France et en Allemagne et les charpentes se ressemblaient, pourtant les façons de couverture sont si différentes qu'un couvreur en ardoise redevient, peut-on dire, apprenti dans son art quand il passe la Moselle.
Le schuppen est probablement la plus étrange ardoise qui soit au monde. Imaginons un parallélogramme et plaçons-le de sorte qu'un de ces petits côtés pose de niveau, c'est le pied. L'angle aigüe adjacent au pied reste intact, appelons-le la pointe. Le grand côté attenant à la pointe : la poitrine, et le petit côté opposé au pied : la tête, se joignent par une courbure un peu indécise. Par contre il n'y a plus trace de l'autre grand côté mais à la place une courbure plus large en bas, au talon, et plus serrée pour s'unir à la tête et qu'on appelle le dos sans doute parce qu'il évoque vaguement le dos vouté du pauvre couvreur allemand qui trace ses lignes.
On distingue deux modèles de schuppen : la normaler dont la pointe mesure 74° et la scharfer dont la pointe mesure 65°. Des tracés cabalistiques permettent d'estimer un angle du talon. C'est à peu près comme mesurer un galet au rapporteur. Toujours est-il que cet angle hypothétique mesure 125° sur la normaler et 135° sur la scharfer. C'est écrit.
Il existe plusieurs formats définis par la hauteur : distance entre tête et pied, et la largeur qu'on mesure perpendiculairement à la hauteur. Ce ne sont pas des mesures précises mais des plages de valeurs qui se chevauchent et où les extrêmes s'éloignent du moyen de 10 à 15 pour cent. Un même schuppen pouvant être prétendu de deux formats différents selon le lot où on le mêle.
Et comme rien n'est aussi simple qu'on le souhaiterait, le schuppen doit tourner sa poitrine aux vents dominants, ce qui oblige à fabriquer chaque modèle, dans chaque format, en deux variétés symétriques, chacune pour couvrir un flanc de la bâtière.
| Format | Hauteur (en mm) | Largeur (en mm) |
| 1/1    | 400 à 500       | 320 à 420       |
| 1/2    | 360 à 420       | 280 à 380       |
| 1/4    | 320 à 380       | 250 à 340       |
| 1/8    | 280 à 340       | 230 à 300       |
| 1/12   | 240 à 300       | 200 à 260       |
| 1/16   | 200 à 260       | 170 à 220       |
| 1/32   | 160 à 220       | 130 à 180       |
| 1/64   | 110 à 180       | 110 à 160       |

##### Modèles ligures
Les ardoisières italienne de la vallée de Fontanabuona (province de Gênes) produisent des ardoises de couverture dans un schiste très calcaire qui aux intempéries prend une patine laiteuse. Pourtant il n'est pas inutile de préciser qu'une part du calcium qui entre dans la composition de cette roche y est présente sous forme de dolomite beaucoup moins vulnérable que la calcite.
Les modèles, épais de 8 à 12 mm, ont généralement quatre cornières et leurs chefs sont sciés et non rondis. Les dimensions les plus communes sont, en millimètres, 400 × 300, 400 × 400, 570 × 300, 570 × 400, 570 × 570.
Ces ardoises sont peu utilisées localement et moins encore dans le reste de l'Europe. On les exporte aux États-Unis d'Amérique pour couvrir les toits à faible pente de quelques riches résidences de Floride et de Californie. On les pose quelquefois à bain de mortier.

### Normes
Sous l'ancien régime, l'ardoise de couverture ne fut définie légalement que de façon anecdotique. Les règles concernant l'épaisseur et la longueur des éléments n'étaient réellement considérées que dans le transport hors de la province d'origine ou à l'entrée des villes, selon le zèle des administrations locales et des agents de la Ferme Générale.
Le système économique libéral qui se développa en Europe dès la deuxième moitié du XVIIIe siècle favorisa les standards des quelques grandes entreprises qui exportaient massivement leurs marchandises. On n'établit de véritables normes de l'ardoise qu'après le déclin des grands bassins historiques qui commença à la Grande Guerre.
Les normes NF p. 32-301 (Caractéristiques générales des ardoises, août 1958), EN 12326 (Ardoises et éléments en pierre pour toiture et bardage pour pose en discontinu - Partie 1 : spécification du produit, avril 2005 - Partie 2 : méthodes d'essais, novembre 2004), les normes D.I.N., les normes belges et britanniques servirent moins à promouvoir une production ardoisière de qualité en Europe qu'à régenter la concurrence des carrières étrangères.
La mise en œuvre loyale de l'ardoise de couverture est définie par le respect des règles de l'art qui sont les façons que le maître enseigne à son apprenti. En 1977, une commission d'experts sous la présidence de Marcel Sangué publia le DTU 40-11 qui fut revu en 1993 et à cette occasion augmenté d'un cahier des clauses spéciales. Ce texte enregistre quelques préceptes impératifs de la façon d'Angers.

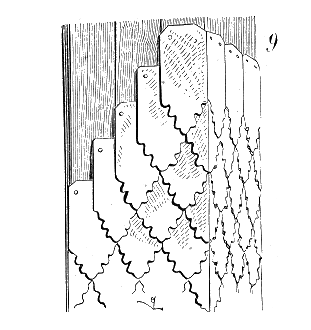
exemple de modèle décoratif.

## Pose
L'ardoise de couverture est disposée sur un support formant une pente, par petits éléments qui se recouvrent de telle façon que l'eau qui s'y est précipitée ruisselle de l'un à l'autre jusqu'à la rive d'égouts.
La façon dépend de la nature du support, du degré de la pente, de la quantité de l'eau qui se précipite et de celle qui ruisselle, de la tradition régionale ou locale et d'autres éventualités et conditions : le vent, la proximité du littoral, l'enneigement, le coût, l'aspect, etc.
Dans chaque bassin ardoisier, des traditions se sont perpétuées, fondées sur les qualités particulières de la pierre, les spécificités climatiques et les caractères antérieurs et connexes de l'architecture. Elles se sont enrichies des progrès scientifiques et techniques et d'influences allochtones.

### Façons régionales

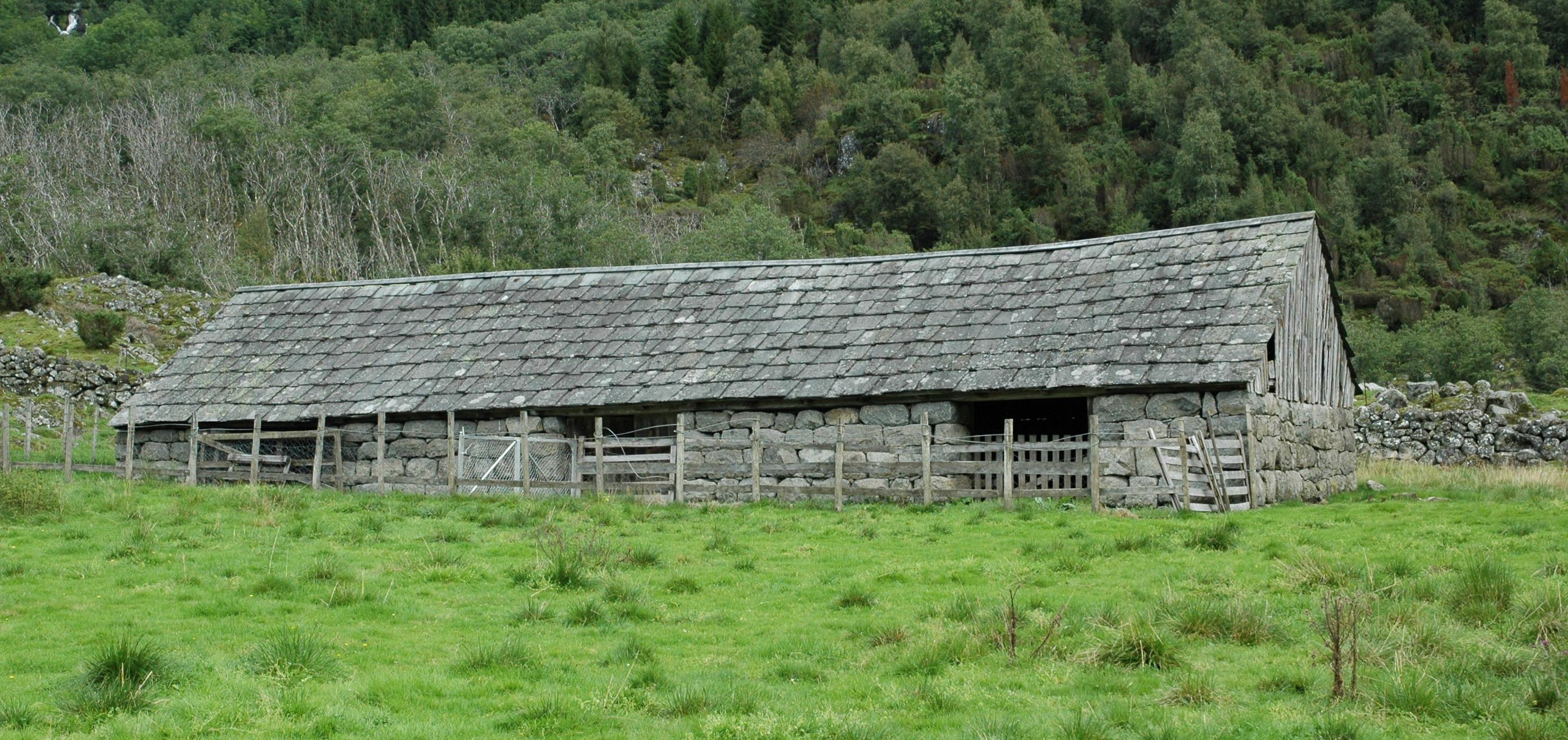
Toit de grosses ardoises à claire voie développée, en Norvège

On distingue communément la façon d'Angers, la façon allemande (schuppen), la façon ligure, la façon de Cherbourg, les façons de Bretagne, les façons de montagne et d'autres encore dont l'extension et la notoriété sont moindres, mais non point les mérites.
La façon d'Angers se fait sur chaînes et contre chaînes. Ce qui signifie que les ardoises de plain carré, toutes de dimensions identiques, sont alignées de deux en deux rangs sur des traits distants d'une demi largeur du modèle employé, et perpendiculaires au niveau. Sur cette tradition de grand rayonnement et sur l'étude critique des chefs-d'œuvre des anciens maîtres, Arsène Brandilly puis Marcel Sangué ont édifié une théorie exhaustive de la couverture d'ardoise qui fonde en France les normes et usages de mise en œuvre, l'enseignement du métier, et se propage dans le monde entier.
La façon allemande se fait en rangs obliques. Chaque ardoise (schuppen) couvre à la fois celle qui la précède dans le rang et celle du rang inférieur à laquelle elle correspond. Le galbe du schuppen permet une exploitation de la pierre plus avantageuse et donne à l'ensemble une allure écailleuse du plus heureux effet. Son usage est si souple qu'on l'emploie même, assez ordinairement dans les régions de Cologne et de Francfort, pour assurer la facture des ouvrages sur des couvertures composites où des matériaux plus économiques remplissent le plain carré. L'aire de son extension atteint la Moselle.

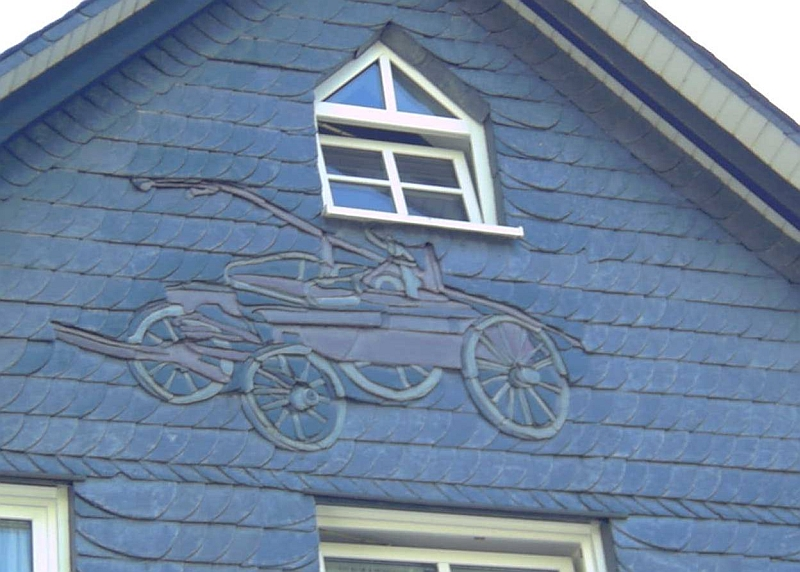
Ouvrage artistique sur un pignon bardé de schuppen.

La façon ligure a hérité les usages de la Grèce antique. On pose en Italie et aux États-Unis d'Amérique de grandes, épaisses et lourdes ardoises très calcaires comme les anciens Hellènes posaient les plaques de marbre sur des toits à faible pente, sous des cieux cléments.
Au contraire, dans le Cotentin, les vigoureux mouvements d'un air souvent salin ont motivé l'élaboration d'une façon d'ardoises petites maintenues solidement par des embarrures et des joints debout de mortier de chaux. La façon de Cherbourg comme celles de Bretagne, s'est augmentée de nombreux ouvrages traitant toutes les sortes de rencontres et de pénétrations à l'instar de la façon d'Angers dont elle a subi l'influence. Du reste, les compagnons bas normands, bretons et angevins ont souvent travaillé sur les mêmes chantiers et l'on ne peut guère prétendre distinguer en matière de savoir-faire et d'invention, le quoi de qui.
Les façons de montagnes sont encore plus rustiques. Elles s'apparentent davantage à la pose de la lauze. Comme les façons de Cherbourg et de Bretagne, elles usent d'ardoises dont les dimensions ne sont pas constantes et que le couvreur trie selon leur longueur pour les poser de l'égoût au faîtage en ordre de taille décroissant.

### Précipitation, ruissellement, dépression et capillarité
La goutte tombe sur la pierre. Elle éclate, rejaillit et retombe divisée. Elle roule dans la pente, se réunit à d'autres gouttes en nappe ondoyante biaisée par la bourrasque. Elle explore une arête, prudemment, comme un funambule, s'arrête, se gonfle de suffisance, file au bas où elle s'étale. Elle s'immisce dans les pores et les interstices ; puis dans le plat, elle ronge avec les gaz et les sels dont elle s'est chargé pendant son voyage. Elle peut même remonter, et connaît pour cela plusieurs procédés : la dépression du versant abrité du vent, aspire par les fentes et les pertuis ; la capillarité, une adhérence des molécules qui vainc la pesanteur dans l'espace infime que la rugosité réserve entre des surfaces quasi jointes. Voilà bien des batailles où le couvreur est engagé !
Les anciens maîtres savaient déjà que la pluie mouille le recouvrement des ardoises. Ils pensaient qu'en tierçant, ou presque, la sécurité serait satisfaite. Le plus souvent la précaution suffisait.
Pourtant Brandilly aperçut, en restaurant de vieux toits, que cette mesure fréquemment excessive était aussi parfois en défaut. Il estima que la capillarité a sa juste mesure dans la verticale et que par conséquent l'exacte sécurité est en proportion inverse du sinus de la pente.
Sangué poussa plus loin l'analyse et distingua la capillarité de l'interface de celle des fins canaux qui entourent le fil du crochet. Il établit et publia en 1969, après de longues années d'études et d'expérimentations, des abaques et des tableaux de recouvrement qui furent reproduits en 1977 dans le DTU 40 11, texte normatif encore en vigueur.

### Poses du plain carré à la façon d'Angers

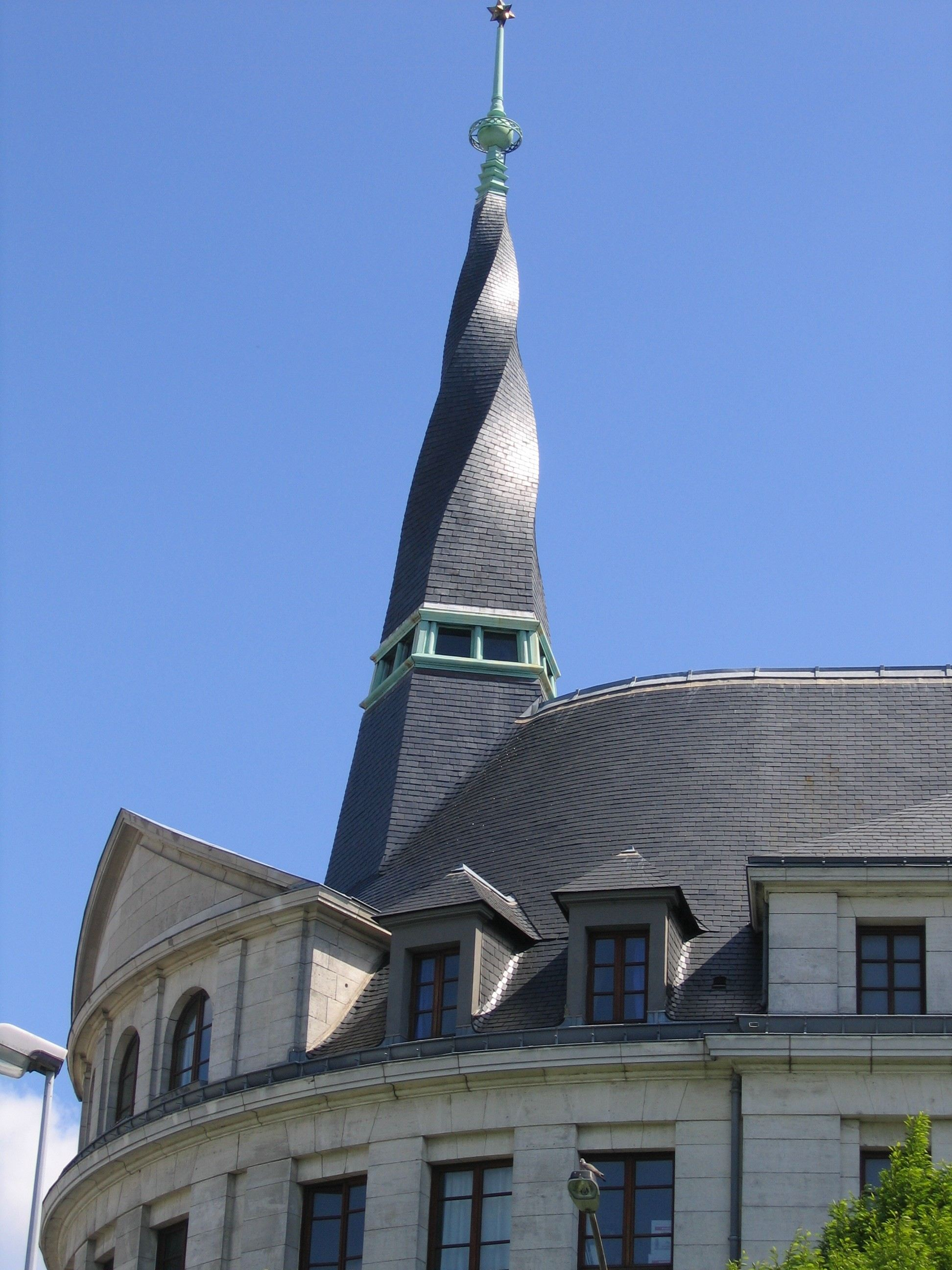
Clocheton tors sur la Maison des Compagnons du Devoir à Nantes.

L'origine de la façon d'Angers est à chercher dans celle de la corporation des couvreurs, et son succès dans celui de la fine écaille. À partir du XIVe siècle, les nobles et les riches marchands de l'Île-de-France et des pays de la Loire, rassérénés par la puissance du pouvoir royal, firent bâtir hôtels, manoirs et châteaux, en témoignage ostentatoire de leur prospérité. Il y eut encore des époques troubles et mouvementées mais dans les régions centrales, aucun sujet du roi n'avait plus les moyens de s'opposer de vive force à son souverain et à ses canons à boulets de fer. Les fortifications privées étaient devenues inutiles, sauf à résister aux bandes scélérates ou à quelques jacques révoltés qui n'avaient pas de canon ni de boulets de fer. L'architecture changea beaucoup.
On ouvrit un grand nombre de baies dans de larges façades surmontées de toits pentus pénétrés de cheminées et garnis de lucarnes, de tourelles, de frontons, avec des ailes, des avancées, des retraits… La couverture de ces toits présente des difficultés qui ne peuvent être résolues que par l'usage d'un matériau capable d'épouser des formes complexes et précises. L'ardoise était plus épaisse de ce temps là qu'au nôtre, mais la tuile encore davantage. L'ardoise se taille aisément, la tuile, beaucoup moins. La bonne tuile vient de Bourgogne, l'ardoise, d'Anjou. On choisit donc l'ardoise et les couvreurs inventèrent la façon.
Dès la restauration monarchique, mais surtout au second Empire, les associations de compagnonnage progressèrent, dans la clandestinité, d'un corporatisme oligarchique très conservateur à un mutualisme démocratique tendant au syndical. Les compagnons accordèrent à leurs gestes multiséculaires le poids et la dignité de la connaissance où ils trouvaient une sorte de compensation à la terrible oppression d'un libéralisme qui rappelait quotidiennement son ascendant dans les pages 2 et 3 du livret d'ouvrier.
C'est vers 1870, peut-être dans le Paris rectilinéaire accommodé par Haussmann aux vues hygiénistes et sécuritaires de l'empereur, que des compagnons angevins conçurent le lignage des chaines et des contre-chaines. L'innovation consistait à porter le recouvrement latéral exactement à la moitié de la largeur de l'ardoise, étant entendu que celle-ci avait des dimensions tout aussi exactement régulières. Les liaisons se trouvaient ainsi espacées également et alignées dans la pente. Les anciens adoptèrent plus facilement cette façon que l'usage des crochets dont l'invention est à peu près contemporaine. Puis allant de rigueur en rigueur, ils créèrent des ouvrages d'arêtiers et de noues dont les éléments se reproduisaient identiques d'un rang au suivant et soulignaient ainsi les rencontres.
La façon s'augmenta des manières de traiter les rencontres, les pénétrations et les pans de comble courbes, sans tables ni filets de plomb, en ne laissant voir que de la pierre. Cependant, depuis 1835, la Société de la Vieille Montagne produisait beaucoup de feuilles de zinc utilisées accessoirement dans des ouvrages plus faciles et de coût inférieur. Les accessoires estampés à fin décorative devinrent bientôt assez communs sur les maisons bourgeoises.
Le plus ancien traité de la façon d'Angers venu jusqu'à nous n'est pas un livre. Il se campe dans les musées et les maisons de compagnons à Tours et dans quelques autres villes sous la forme de grands tomes autour desquels on tourne, bouche bée. Ce sont des chefs-d'œuvre qui représentent des toits de flèches et de dômes dont la grâce et l'élégance égale bien la science qu'il fallut pour les dresser.
Alfred-Clément Bonvous, reçu compagnon du Devoir à dix-huit ans sous le nom d'Angevin Cœur de France, résolut sept ans plus tard, en 1913, de restituer à la Cayenne d'Angers le grand chef-d'œuvre de maitrise détruit en 1879. Il étudia les plans et les dessins préparatoires qui avaient été sauvés, n'eut point peur de les améliorer et… partit bientôt à la guerre. Le cuivre qu'on avait mis dans la balle qui le tua, il en aurait fait meilleur usage. Son père Bonvous l'Aîné dit Angevin la Clef des Cœurs reprit l'œuvre et l'acheva en 1922.
Le Musée du Compagnonnage de Tours conserve et expose un grand nombre de chefs-d'œuvre des métiers. Parmi ceux qui intéressent l'ardoise, on doit citer outre celui de 1922, celui de 1924 de Bonvous l'Aîné, celui de Rennais La Fidélité (1886) et celui de Paul Leseurre dit La France Va de Bon Cœur (environ 1900). Ils illustrent une maitrise du trait et de la pierre qui n'a pas été dépassée en couverture.
Bonvous l'Aîné avait un cadet, Bonvous le Jeune, de son prénom Auguste. Il ne laissa pas de chef-d'œuvre aussi marquant qu'Alfred mais écrivit quelques livres sur le compagnonnage et rencontra un couvreur breton de l'arrière-pays malouin, Arsène Brandilly. Ces deux compères-là firent beaucoup pour la façon d'Angers.
Brandilly, habile compagnon et esprit fin, enseigna son métier pendant quinze ans à l'école d'apprentissage d'Angers. Il analysa les travaux de Bonvous le Jeune qui lui enseigna complaisamment quelques façons de sa famille, un peu secrètes, mais dont l'aloi était bien avérée car son aïeul déjà, François la Clef des Cœurs y avait fondé sa renommée.
Ils collaborèrent avec quelques autres à la fondation de l'École supérieure de couverture sous l'égide de la Commission des Ardoisières d'Angers. Brandilly préparait ses cours qui furent d'abord publiés en livraisons dans la revue l'Ardoise. Il y établissait la théorie du recouvrement. Enfin l'école ouvrit mais la première année n'était pas achevée que Brandilly mourut. Bonvous reprit la flamme et dispersa au monde des centaines de compagnons dont quelques-uns sont devenus des maitres.
On édita les cours en volume, sous le titre de Manuel du Couvreur-ardoisier, peu de temps avant la mort de leur auteur, en 1929. Toutefois le manuel n'examinait alors que la façon du plain carré. Une seconde édition posthume, à la fin de la même année, fut augmentée de l'étude des ouvrages, par les bons soins du directeur de l'école, Robert-Louis Févre qui classa et révisa les notes et les dessins du maitre. En 1952, Edmond Rochette, nouveau directeur de l'école, fit publier une troisième édition augmentée d'une partie concernant l'emploi du zinc dans les couvertures en ardoises, et fondée sur les travaux de la Chambre syndicale de Couverture de Paris.
À cette occasion, Marcel Sangué, le chef du bureau d'étude technique de l'utilisation de l'ardoise de la société des Ardoisières d'Angers, émit une opinion réservée sur la validité des théories de Brandilly pour la couverture au crochet. Depuis plus de dix ans, cet ingénieur dirigeait une équipe de couvreurs. Il observait avec attention les traces qu'on distingue sur les vieilles ardoises déposées et qui marquent la limite où l'eau s'est élevée. Cela l'avait convaincu que le crochet cause une remontée particulière qui s'ajoute à la capillarité des ardoises. Il prépara des maquettes dont il étudia même le comportement dans une soufflerie de l'Institut national d'aéronautique en 1954 et 1955. Puis il publia dans la revue l'Ardoise des tableaux de recouvrement en fonction de la pente, de la projection horizontale de rampant, de la région et du site, pour les deux types de fixation.
Pendant ces travaux, il mit au point, avec l'ingénieur Raux, le crochet à tige ondulée qui diminue la remontée aux faibles pentes. En 1957, devenu le premier directeur du Bureau d'études techniques de l'utilisation de l'ardoise, il fit exécuter d'importantes couvertures au crochet à faible pente (de 10° à 25°) à Paris, en montagne et sur le littoral breton, lesquelles après contrôle s'avérèrent d'excellente tenue. Puis ayant réuni ses notes, il publia La Couverture en ardoise en collaboration avec Jean Beaulieu, professeur de l'école supérieur de couverture.
Vers 1980, l'Association ouvrière des Compagnons du Devoir entreprit de rédiger une vaste somme sur l'art du couvreur. L'introduction de la partie concernant l'ardoise fut confiée à Sangué. Plusieurs chapitres reprirent la substance de son traité, et quelques autres furent ajoutés sur les façons régionales de France et d'Allemagne.

#### Support et fixation
Les ardoises de modèles français, posées selon les règles de l'art, font une couverture assez légère. Les charpentes qui les portent, ne sont pourtant guère différentes de celles qui portent la tuile. Les bois un peu plus grêles franchissent des portées d'un peu plus d'étendue. Mais on appuie des fermes et des sablières sur les murs gouttereaux. Sur les fermes et les pignons, l'on cale des pannes. Puis l'on broche les chevrons, dans le sens de la pente. Pour en finir, on volige avec des pièces de faible épaisseur (12 à 27 mm), jointives ou à claire voie, clouées parallèlement à un trait de niveau. Les sections des bois de voligeage et leur disposition résultent du choix de la fixation lequel détermine des façons distinctes, chacune adaptée au climat et au modèle employé.
On clouait généralement les ardoises d'une ou de deux pointes d'acier doux à tête très large, jusqu'à ce que Bussiéras dépose en 1874 un brevet concernant « un crochet-pince supprimant le clouage sur les lattis de bois ». Cette invention eut un grand succès mais les coupes d'ouvrage sont toujours clouées et les crochets, exposés aux embruns ou à la neige, s'oxydent et se détériorent.

##### Bois de voligeage
Les supports de l'ardoise les plus anciens qui sont attestés ont un pouce d'épaisseur. Ce sont des planches sciées de long dans des bois durs et dont les rives ne sont pas dressées. On les disposait chacune rive suivant la sinuosité d'une autre rive et s'y accolant au plus près possible, le flache regardant le comble, ce qui faisait paraître l'ensemble assez régulier. Il est possible que d'autres façons contemporaines n'aient pas laissé de trace.
Dans la suite on peut trouver aussi des supports à claire voie de lattes et demi lattes fendues dans le chêne ou le châtaignier. Cette façon est économique et légère, elle permet une bonne ventilation de la sous face. Les rangs doivent être approximativement réglés et les ardoises, à défaut d'être régulières seront soigneusement triées. Ces bois là travaillent en vieillissant, il faut prendre garde de poser leurs bouts plaquant, faute de quoi un bout dressant peut se déclouer et même casser des ardoises, fort longtemps après la négligence.
L'usage des voliges de sapin et d'épicéa est venu des montagnes où on les produisait en abondance. Le travail du sapin est assez doux pour qu'on le bride d'un bon clouage. Un voligeage jointif de bois résineux peut porter toutes les sortes de façons.
À la fin du XIXe siècle, l'invention du crochet entraîna l'utilisation des liteaux qui devint la façon la plus ordinaire. Ils sont le plus souvent de sapin mais quelquefois aussi de châtaignier ou d'autres bois. À Paris on les remplace par des demi voliges chanlattées.
Les fines voliges de peuplier en couches croisées permettent d'établir des supports courbes sur des flèches, des dômes, des chapeaux de gendarme et des absides. Les liteaux de pin n'ont que l'avantage d'être bon marché.

##### Clous
On fixe le voligeage avec des clous de fer à tête plate dont les dimensions sont proportionnées à l'épaisseur des pièces fixées, le plus souvent entre 45 et 70 millimètres de longueur d'un fil rond ou torsadé de seize à dix-huit à la jauge de Paris soit 2,7 à 3,4 mm de diamètre. Les clous anciens, de facture moins régulière étaient souvent de section carrée, plus courts et plus épais.
Les clous d'ardoise dont la tête est très large sont faits de fer qui peut être galvanisé, d'acier inoxydable ou de cuivre. Les longueurs disponibles vont de 18 à 80 mm en fil de 15 à 19 mesuré à la jauge de Paris soit 2 mm à 3,9 mm. La section du fil est ronde ou carrée et la tige peut être torsadée ou crantée. Le couvreur tient le clou qu'il plante entre l'index et le majeur, la paume tournée vers le ciel.

##### Crochets

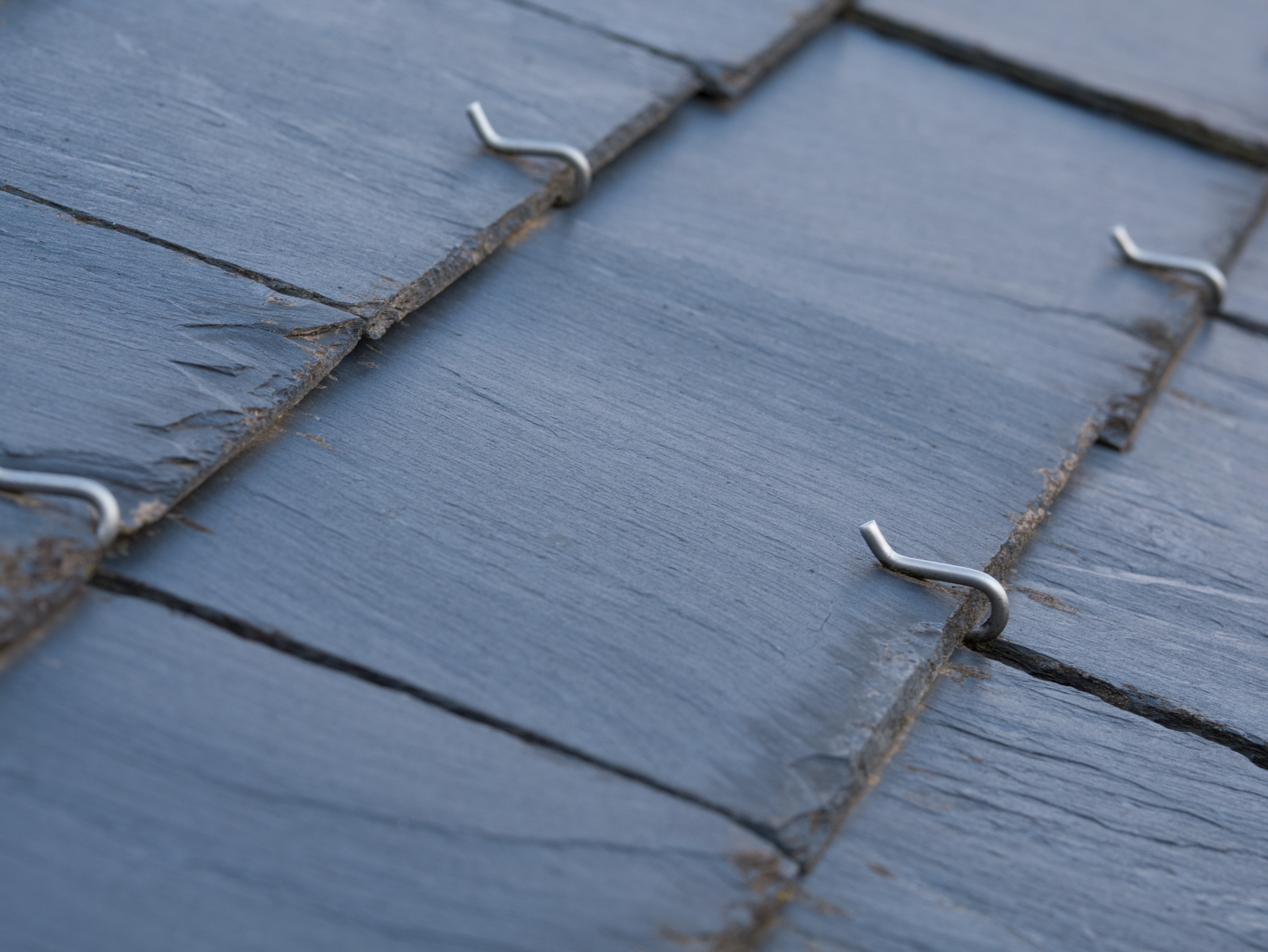
Pose au crochet

De 1874 à 1880 on ne déposa pas moins de quatre brevets portant sur l'invention de dispositifs de fixation évitant le clouage des ardoises. Le système Hugla nécessitait encore un clouage, mais hors de l'ardoise, en haut d'un long crochet de feuillard qui chevauchait la liaison. Le calage résultant favorisait les effets conjoints de la capillarité et de la dépression.
Bussièras utilisa un fil de fer galvanisé qu'il logea entre les chefs de côté. Le crochet se trouva fort accourci ce qui améliora beaucoup la tenue. Un certain Fourgeau, d'Étampes proposa un nouveau procédé qui requérait la fabrication d'un étrange modèle dont les faux pureaux étaient entaillés. Les ardoisières de Rimogne présentaient dans leurs catalogues jusqu'en 1939 des modèles « Fourgeaux », aux dimensions de modèles anglais, mais ce fut Chevreau qui conçut en 1880 le crochet tel que nous le connaissons avec une agrafe à ressort pour saisir le liteau et un talon pour pincer la culée.
L'amélioration des techniques de galvanisation, l'abandon des tentatives d'usage de l'aluminium, puis l'utilisation d'aciers inoxydables aboutirent à la production actuelle. En 1890 Paumier inventa le crochet en Y, pour poser les modèles carrés. Vers 1960 Marcel Sangué mit au point le crochet dit « crosinus » dont la tige est ondulée et qu'il prescrivit pour la pose en faible pente.
À présent (2008) on emploie des crochets de cuivre, de fer galvanisé ou, plus fréquemment, d'acier Inox 18/10 ou Inox 17 %, dont les longueurs sont échelonnées par 10 mm de 50 mm à 160 mm. Le fil a généralement 2,7 mm de diamètre ou davantage. Il est souvent laqué. Les agrafes affectent des formes et des dimensions variées, permettant ainsi d'adapter la pose au support employé (liteaux d'épaisseurs diverses, fers corniers de plusieurs proportions ou autres).
Les talons sont ordinairement munies d'un ressort, dans ce cas on parle de pinces, néanmoins ils peuvent en être dépourvues pour être posés en montagne où la neige abonde. La quantité moindre de fil exposée au ruissellement et sa conformation plus propice, diminue le risque d'agglomération excessive de glace lors de gels et dégels successifs. Laquelle glace pourrait peser assez pour ouvrir un ressort et peut-être emporter l'ardoise dans sa chute.
L'agrafe est inapte à fixer un crochet lorsqu'il se place au droit d'un chevron. On estime la fréquence de cette conjoncture par la largeur des chevrons mesurée à l'aune de la distance de leur entre axe moyen, et l'on se fournit par conséquent d'un genre de crochet où une pointe se substitue à l'agrafe. Ces crochets qu'on appelle passe chevrons sont fabriqués dans toutes les sortes de fils, de tiges et de talons et à toutes les longueurs utiles. Ils sont employés aussi sur les supports jointifs.

##### Fixations
Les clous furent abondamment produits à partir de la fin du XVIIIe siècle après qu'Ezekial Reed en 1786 et Thomas Clifford en 1790 eurent breveté respectivement aux États-Unis d'Amérique et au Royaume de Grande-Bretagne des machines à fabriquer les clous. Cette industrie se diffusa en proportion des progrès de la sidérurgie dans la périphérie des régions minières. Et le prix du clou baissa tant qu'il ne valut bientôt guère plus qu'un clou.
Certaines régions rurales, jusqu'alors, répugnaient à l'utiliser pour son coût. On fixait des ardoises assez grosses avec des chevilles de bois enfoncées à force dans les joints du voligeage. Cette façon fut conservée dans le Cotentin et le nord de la Bretagne où les embruns de mer corrodent le fer trop promptement.
À la fin du XIXe siècle, on eut l'idée de fixer des ardoises avec des clous de plomb pour résister aux émanations acides de certaines activités chimiques dont la photogravure. Ce ne sont pas vraiment des clous, quoiqu'ils aient tête et tige, car ils ne sont pas plantés. Après les avoir passés dans un trou qu'on a fait à l'ardoise, on les immisce entre les voliges qu'on a disjointes à la pointe du marteau, puis, à l'intérieur du comble, on replie l'extrémité vers le bas.

#### Poses au clou
Le clou parait, dans bien des cas, la meilleure façon de fixer l'ardoise. Il est plus facile et plus rapide d'usage que la cheville, plus robuste et plus durable dans les conditions ordinaires. Le métal reste au sec si l'on prend garde de le placer hors de portée des remontées capillaires. Longtemps après qu'on l'a planté, il a la tête encore exempte du moindre voile de rouille.
Dans l'habitat traditionnel, les combles sont froids. C'est-à-dire, plus précisément, que l'air extérieur peut y entrer et en sortir par divers pertuis qu'on laisse ou qu'on aménage s'il est besoin, afin que la température soit égale des deux côtés de la couverture. Il est ainsi obvié à la condensation des exhalaisons sous-jacentes propres à la présence humaine. L'avantage premier de ces dispositions est de réserver un espace sec où l'on peut remiser le grain sans risque qu'il germe : un grenier, mais la pérennité des clous d'acier doux s'y ajoute sans inconvénient.
Il fallut assez longtemps et beaucoup d'essais malheureux pour faire des crochets suffisamment durables et propres à l'usage escompté. La gratification tardive accordée par la découverte des alliages de fer, chrome et nickel ne vint qu'après que les ardoisières historiques eussent commencé leur déclin. L'art des grands maitres était déjà établi.
Les couvreurs allemands et britanniques eurent d'autant plus de réticence à l'adoption du crochet que leurs modèles traditionnels se prêtaient fort mal à ce nouvel usage. Partout la pose au clou resta la plus excellente et les restaurations historiques de prestige et de qualité sont toujours faites en fixant l'ardoise par des clous.

##### Pose moins que tiercée sur lattes et demi lattes
Les modèles français de dimensions moyennes, telle que la 1re carrée (300 mm × 220 mm), peuvent être posés en pente moyenne (pas moins de 80 %) sur un voligeage à claire voie alternant lattes et demi lattes. Les lattes dépassent de 25 mm les chefs de tête des ardoises des rangs impairs qu'on y cloue d'une pointe en tête. La rive supérieure des demi lattes règle le chef de tête des ardoises des rangs pairs qui sont cloués de milieu sur l'excédent des lattes.
Des épaulements modérés (30 à 40 mm) mais réguliers, atténuent les désordres provoqués par les gauches éventuels de la pierre ou les nœuds des bois et facilitent le clouage des rangs impaires. Ils permettent aussi le pivotement d'une ardoises fixée en tête et dont la longueur doit surpasser d'au moins 30 mm la triple mesure du recouvrement, ce qui permet de découvrir un clou de milieu des ardoises qu'elle recouvre. Les réparations en sont grandement facilitées. Les lattes n'ont pas moins de 75 mm de largeur pour qu'on puisse y clouer le rang impair à 30 mm sous le chef de tête, soit 20 mm de la rive inférieur de la latte, et laisser néanmoins 25 mm pour clouer le rang pair. Les demi lattes ne subissent aucun clouage. La largeur du modèle doit au moins égaler le double du recouvrement afin de permettre le clouage de milieu dans les zones sèches du faux pureau.
Cette pose, économique en bois et facilement réparable, était préférée des anciens parce que la sous face des ardoises vieillit mieux, sans se feutrer, quand elle est bien ventilée.

##### Pose tiercée sur voliges à claire voie
Lorsque le recouvrement donné à un modèle français égale le tiers de sa longueur sans en rabattre sur sa demi largeur, on peut agencer la pierre sur des voliges (12 à 18 mm × 105 mm) disposées de sorte que la distance de leurs rives supérieures consécutives égale la moitié de la longueur du modèle. Néanmoins cette façon ne convient que si la distance de recouvrement n'excède pas la largeur de la volige.
Les chefs de tête du premier rang passent la volige de 10 mm. On fixe l'ardoise d'une pointe en tête. Le deuxième rang, fixé de même sur la volige suivante, est réglé sur un trait battu à la distance convenable, soit la distance, à la rive de tête de la première volige, d'un recouvrement accru de 10 mm. La tête des ardoises du troisième rang doit chevaucher la rive inférieure de la troisième volige. Ce rang est fixé à clous de milieu sur la deuxième volige. Puis la manière est répétée ainsi de suite jusqu'au faîtage, toutes les ardoises étant épaulées avec mesure.
Le modèle français dit de reconstruction (355 mm × 250 mm) ne peut être posé selon ce procédé, sauf à faire usage de bois de largeur suffisante (120 mm). À l'opposé, les cartelettes (220 mm × 160 mm) ne laissent guère de clair au voligeage.
Les principes de réparation sont analogues à ceux qui s'appliquent à la pose sur lattes et demi lattes. Cependant tous les clous de tête étant recouverts de deux rangs de pierre, leur accès nécessite des manipulations doublées.

##### Pose tiercée des petits modèles
Les petits modèles français étaient, à l'origine, des rebuts de la fabrication des 1re et 2e carrées. D'abord commercialisés sans tri puis classés par longueur, on les utilisait localement dans des façons rustiques dites brouillées où des ardoises sont levées et d'autres sont perdues, au hasard des largeurs aléatoires. Les nécessités d'un commerce de plus en plus lointain imposèrent la standardisation de la longueur selon des modèles (3e carrées, cartelettes), et de la largeur selon des numéros.
On emploie les petits modèles dans les régions les plus venteuses du littoral, pour le grand nombre de points qui les attachent au support.
Sur un voligeage jointif on bat de bas en haut les traits distants d'un recouvrement, où l'on aligne les chefs de tête. Chacune ardoise se fait donner la pointe en tête. Ainsi la cartelette no 2 (220 mm × 125 mm) affronte sur la falaise la fureur des tempêtes avec plus de cent pointes par mètre carré ce qui lui permet de garder assez bonne contenance.
Cette façon n'utilise aucun clou de milieu. Par conséquent l'on peut, du recouvrement latéral, retrancher la distance de clouage et user ainsi avantageusement d'ardoises tirées d'une pierre mal divisée et qui n'a lu jamais ni les normes ni les édits du roi. Le travail est commode et fort aisé. L'exigüité du pureau simplifie le tri des épaisseurs. Et la pierre passe avec souplesse sur les antiques charpentes gauchies, les pannes séculaires et la flèche des vieux chevrons de chêne tordus par le vent. La réparation est facile.

##### Pose plus que tiercée
Dans la seconde moitié du XIXe siècle, l'essor industriel contraignit les sociétés des ardoisières à prospecter de nouveaux marchés et à étendre les anciens. L'on creusait plus profond à la recherche d'une pierre plus abondante et qui s'avérait meilleure. Les manèges de chevaux ardennais et bientôt la machine à vapeur pompaient inlassablement la rigole dans le fond, montaient les blocs et les débris et, ce faisant, augmentaient assez considérablement la productivité des carrières. Les ouvriers d'en haut vendaient leur droit d'aînesse pour un plat de lentille et s'enrégimentaient dans le prolétariat. Le machinisme triomphait dans toutes les industries et dans l'agriculture. On ne bâtissait plus que des hangars et bientôt les maisons eurent un genre de hangar. Or les toits des hangars n'ont guère de pente pour se couvrir d'ardoises des modèles français ! Il fallait inventer de nouvelles manières. 
On prend le plus beau modèle français, la 1re carrée. On en fend dix pour cent davantage dans la même pierre, les ardoises sont plus minces, on les appelle des 1re carrées demi fortes, les fines sont dans le catalogue. Mais on prend garde qu'elles soient à quatre cornières pour n'y faire que des épaules de mésanges, qu'elles soient exemptes rigoureusement du moindre gauche ou de la plus petite pyrite affleurante. On les trie en trois épaisseurs, avec le plus grand soin, en les sonnant. On les pose avec un recouvrement si grand que les chefs de tête sont couverts de trois rangs de pierre, en considérant que le clouage de milieu n'étant pas nécessaire on peut retrancher la distance de clouage au recouvrement latéral. On les réparera avec grande misère et un tire clou si long qu'on dirait une hallebarde. Il faudra en écarter pas moins de cinq et dix quelquefois pour découvrir tel clou.
Elles ne seront jamais clouées qu'en tête et le moindre défaut du bois, de la pierre ou de la charpente qui perturbera l'assise de l'ardoise sur la volige entêtera de plus en plus, de rangs en rangs. Au cinquième rang on met deux clous, en tête ! la belle invention. Cela fait néanmoins de la jolie ouvrage plus gracieuse que la tuile à emboîtement, pour les pigeons qui picore sur des toits d'atelier à faible pente. Jusqu'au jour où la bourrasque rebrousse les écailles. Rien que des clous de tête !
Le modèle de reconstruction (350 mm × 250 mm), un des plus grands modèles français, permet, ainsi employé en plaine assez loin du littoral et dans un site protégé, de couvrir de faibles pentes jusqu'à peine plus de vingt pour cent, ce qui a longtemps enchéri sur la performance des meilleures tuiles.

##### Pose anglaise
Les modèles anglais sont posés à deux clous de milieu en raison de leur poids considérable. Autant dire que la réparation en est malaisée car elle doit toujours se continuer jusqu'à une rive ou un tranchis et ne permet guère de replacer toutes les fixations. Il est vrai que la forte épaisseur de ces modèles rend leur casse peu probable. Voilà pourquoi leur usage est prescrit dans les régions où l'on craint les grêles violentes, et recommandé dans toute l'étendue du territoire français situé au sud-est de la ligne joignant Sedan à Bayonne.
La couverture de faibles pentes peut aussi motiver cet usage dont le profit ; en cette occasion, n'est pas tant d'augmenter la surface relative du pureau à dessein d'économiser la pierre, car le gain, dans la circonstance, reste assez incertain. En effet, la recherche en carrière de formats plus grands produit plus de chutes. On ne monte pas les chutes sur le toit mais on monte une pierre fendue à plus forte épaisseur pour résister à la flexion d'une plus grande longueur. L'avantage, on le trouve plutôt dans l'aspect car les lignes de culée plus distantes se détachent mieux à la vue biaise qu'on en a au bas du bâtiment.
La pose anglaise se fait sur un voligeage jointif ou sur un lattis de frises où repose les chefs de tête et dont la distance d'entraxe égale le pureau.

##### Pose historique
La pose « Monuments historiques » dite vulgairement « historique » a été conçue en vue d'une protection durable de bâtiments auxquels on reconnait un intérêt particulier pour la nation et pour l'humanité. Elle est destinée à mettre à l'abri un patrimoine précieux afin que les générations à venir en disposent. Sa durée n'est pas en rapport avec une vie d'homme mais avec le temps de notre civilisation.
On y met de la volige épaisse (27 mm) de sapin de la meilleure qualité, bien sèche, sans nœud ni aucun défaut, et l'on cloue de fort modèles de format français très réguliers et possédant leurs quatre cornières, avec des pointes en cuivre à large tête et à tige carrée et crantée. C'est une façon à clous de milieu, tiercée ou moins que tiercée, qui ressemble assez à la façon anglaise. Elle n'est guère réparable, mais l'on escompte qu'il n'y aura plus de couvreurs pour déplorer sa ruine. L'avenir dira où penche la présomption.

#### Poses au crochet
Le crochet d'ardoise fut vraiment adopté vingt ans après son invention, il était pourtant alors d'assez médiocre qualité. Les techniques de tréfilage et de galvanisation méritaient encore qu'on les améliore. Le fil, écroui par son passage en filière, pouvait avoir une ténacité suffisante, si on lui donnait un diamètre convenable, mais les criques ne permettaient ni une tenue durable ni une répartition égale de la couche de zinc protectrice. La courbure du talon finissait par rouiller et bientôt l'ardoise ne tenait plus que par la force de l'habitude, aussi longtemps que rien ne la sollicitait.
Néanmoins l'usage du crochet s'est répandu en France grâce à la promptitude de sa mise en œuvre et à son coût modique. Depuis environ 1950 les aciers inoxydables, pourtant inventés depuis déjà longtemps (1904 ? 1913 ?), ont permis de fabriquer des crochets peu sensibles à la corrosion, sauf en atmosphère marine. On a tenté d'user de métaux moins altérables : l'aluminium, vite abandonné, le cuivre et le laiton, assez satisfaisants mais très onéreux. Au demeurant le cuivre est toujours en usage sur des couvertures bourgeoises dont les ouvrages de raccordement sont façonnés dans ce métal. Certains lui attribuent un effet protecteur envers les végétations cryptogamiques envahissantes (mousses, algues et lichens).
La pose au crochet ne permet de traiter que la couverture du plain carré. Tous les ouvrages adjacents et connexes sont cloués.
La longueur du crochet excède la distance de recouvrement pour que la courbure du fil n'épouse pas l'épaufrure du chef de tête ce qui favoriserait la capillarité. L'ardoise sur laquelle pose le crochet est pincée en tête par l'agrafe. La tige sépare les chefs de côté de deux ardoises du rang suivant, et le talon maintient la culée du troisième rang. Tout ceci est d'autant plus rigide que les crochets sont plus courts, le recouvrement moins important, la pente plus forte et le ciel plus indulgent. Le DTU 40 11 autorise la pose au crochet à des pentes aussi basses que la pose au clou mais avec un recouvrement plus grand.

##### Pose dite classique
Sur le comble peuplé de chevrons le couvreur trace d'abord un trait de niveau, puis de ce trait, il établit un lattis parallèle. Sur les liteaux, distants d'une hauteur de pureau, il bat un trait carré et les chaines et contre chaines qui limitent les ournes. Aux rangs impaires le premier crochet se place sur la chaine, aux rangs paires, sur la contre chaine. Le reste est affaire de souplesse et de célérité.
Les chefs de tête ne doivent pas s'approcher à moins de trois millimètres de la rive supérieure du liteau où ils posent. La longueur de la tige du crochet qui est un nombre entier de centimètres surpassera donc le recouvrement de 3 à 12 millimètres. L'encombrement latéral du crochet n'égale le diamètre de sa tige que pour les longueurs inférieures à 120 mm. Les grands crochets ont une tige ondulée dont l'encombrement est environ double.

##### Poses économiques
Ce qu'il reste de l'architecture des temps anciens ne représente que rarement l'habitat commun de ces époques. Autour des monuments de pierre qui ont passé les siècles, un peuple vivait dans des maisons de bois et de terre. Sur un bahut de quelques assises on dressait des pans de charpente qu'on hourdait de torchis, de moellons ou de briques. Ces murs-là montaient vite et donnaient satisfaction, à condition qu'on les protégeât de la précipitation par une large saillie du toits ou un bardage.
Bardeaux, essentes et tavaillons, comme les chaumes et les clins, furent objet de beaucoup d'édits tendant à en proscrire l'usage, sous l'ancien régime. Mais ce n'est qu'au XIXe siècle que la terre cuite et la pierre succédèrent enfin aux couvertures végétales sur les maisons modestes.
En Ardenne, où de grands pignons aveugles exposés au nord étaient couverts à clin de planches, on y mit enfin des ardoises. C'était des « barras », des « Saint-Louis », des « démêlées », des « flamandes », des modèles demi forts qu'on produisait ici. Au contraire des modèles d'Angers leurs épaulements étaient réguliers, droit à gauche et courbe à droite. Peut-être sous l'influence de la façon allemande, mais plus probablement par la continuation d'une façon rustique très ancienne, on s'accoutuma de les placer long grain couché et cornières cachées, chacune couverte par celle qu'on mettait à sa gauche et par son analogue du rang supérieur. On dit : « en bardeli ».
Dans ce pays, les vents de pluie dominants viennent de l'ouest du printemps à l'automne, le pignon du nord reste alors sec. Pourtant l'hiver fait connaitre la bise qui rudoierait fort les pauvres enduits de terre si la fine écaille n'était pas aussi bien tournée.
On peut trouver cette façon jusqu'en Bretagne où des compagnons ardennais l'ont apportée. Une partie du pureau ne couvre aucune pierre. Cependant l'inconvénient n'est guère avéré car la grêle atteint peu les murs exposés au nord, et la bourrasque d'avril y jetterait-elle quelquefois sa mitraille que l'incidence en resterait toujours assez biaise et bénigne. C'est une façon au clou dont la réparation est impossible sans pointes au soleil.
Le coefficient surfacique d'un modèle français moyen posé ainsi à plus de dix kilomètres du littoral, dépasse 0,5, quand celui de la « queens », posée moins que tiercée au même endroit, n'atteint pas 0,45.
À la fin du XIXe siècle et au début du XXe siècle, les grandes sociétés des ardoisières investirent dans la recherche de procédés qui plaçassent avantageusement leur production face à la concurrence de la tuile et du zinc. Elles embauchèrent de grands maitres comme Bonvous le Jeune et Brandilly pour trouver les manières de couvrir toutes les sortes de toits, toutes les pentes, et jusques aux murs, à meilleur prix que leurs rivaux.

###### Pose à pureau développé
Le développement du pureau n'économise que le bois. Dans cette pose, les rangs pairs sont superposés aux rangs impairs, culées sur culées et têtes sur têtes. Ils ne portent pas de liaison ni de fausse liaison et sont tout en pureau et recouvrement, tandis que les rangs impairs n'apparaissent point au ciel. On y met moitié moins de liteaux qu'à la pose classique, mais la tenue au vent est moindre. La superposition des épaufrures fait des lignes horizontales très appuyées et donne prise au vent. Les lignes verticales filent continument. L'aspect sec de ce quadrillage aux proportions surprenantes n'est pas très heureux.

###### Pose à claire-voie
Cette pose éloigne les chefs de côté voisins jusqu'à ne laisser de recouvrement latéral que ce qui est strictement nécessaire. La distance de chaine à contre chaine égale la largeur du modèle à laquelle on retranche un recouvrement. Le coefficient surfacique de la « queens » dans les conditions envisagées ci-dessus atteint 0,75, mais on doit mettre deux crochets par ardoise. Le principal inconvénient de cette façon réside dans le clair qui apparait sous la culée, où les vents pluvieux poussent un aérosol préjudiciable à la charpente.

###### Pose à claire-voie développée
Comme son nom l'indique, c'est une pose à claire-voie où les pureaux sont développés. On économise ainsi le bois et la pierre, et l'on regarde ailleurs. Le schiste a souvent cédé la place jusqu'en 1997 à des succédanés faits de ciment Portland et de fibre d'amiante, dans cette pose comme dans les autres poses économiques. Depuis 2002 ces bardages « économiques » sont décontaminés à grand frais lorsque la loi et la santé des travailleurs sont respectées.

###### Pose en bardeli
Le principe de la pose en bardeli consiste en la suppression du faux pureau. Chaque élément recouvre par deux de ses côtés adjacents deux autres éléments qui ne s'approchent que par les angles qu'on nomme pointes, ou les pans lesquels sont des angles abattus. Dans les régions où l'on pratique la façon d'Angers, le bardeli à rangs horizontaux n'est guère utilisé qu'en bardage de mur lorsque l'on peut nettement déterminer la direction des vents de pluie.

###### Poses en diagonale
Les poses en diagonale sont des poses de modèles carrées en bardeli par lesquelles on fait coïncider la diagonale de l'ardoise avec la ligne de plus grande pente. En 1895 Bonvous l'Aîné déposa un brevet pour la « Moderne-Système Bonvous », un modèle carré « décoratif et très économique » qui se posait encore au clou. La généralisation de l'usage du crochet en France à cette époque là induisit un grand nombre de façons nouvelles dont les plus heureuses perdurèrent régionalement (en Thiérache, par exemple). Pourtant beaucoup de couvreurs ne se départirent jamais d'une certaine méfiance envers ces nouvelles méthodes dont on considère toujours qu'elles garantissent insuffisamment l'étanchéité des toitures très exposées[réf. souhaitée].

#### Pose vieille allemande

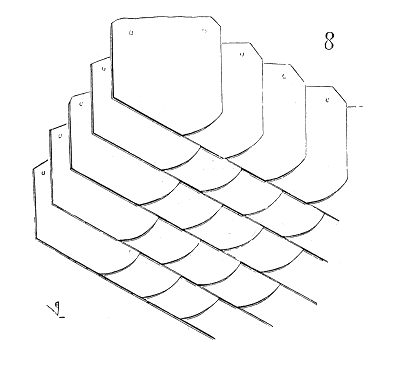
Pose à la façon vieille allemande, dessin de Viollet-le-Duc.

## Glossaire
ChefL'un des quatre côtés principaux d'une ardoise de modèle dit rectangulaire, abstraction faite des épaulements possibles. Les longueurs sont les chefs de côté, les largeurs sont : en bas le chef de pied ou chef de base ou culée, en haut le chef de tête.
CornièreL'un des angles droits de l'ardoise rectangulaire. On peut distinguer les cornières de base et les cornières de tête.
CuléeChef de base
ÉpaufrureBiseau de taille de l'ardoise. Elle permet de distinguer la face supérieure où elle est visible, de la face inférieure.
ÉpaulementTaille qui fait tomber une des cornières de tête. Côté surnuméraire ainsi produit.
Faux pureauHauteur de l'ardoise qui porte la partie visible d'une liaison ou d'une fausse liaison. Sa hauteur est égale à celle du pureau.
Fausse liaisonEspacement réservé entre les chefs de côté adjacents de deux ardoises voisines pour y placer un crochet.
LiaisonÉtroit espace ménagé par les épaufrures entre les chefs de côté adjacents de deux ardoises voisines posées aux clous. On recommande de ne point serrer la liaison, mais au contraire de lui laisser à boire.
Long grain ou longrainDirection des cristaux du schiste. C'est dans cette direction que la résistance à la flexion est la meilleure, par conséquent on façonne les ardoises pour en approcher la longueur.
PureauPartie visible de l'ardoise posée. Le pureau n'a pas nécessairement de chef de base ni de cornière. Sa surface peut être diminuée d'une étendue symétrique à la zone de clouage, si les cornières de tête sont présentes. Le découpage du pureau caractérise une expression régionale, historique ou artistique.
RecouvrementPartie recouverte de l'ardoise, au-dessus du faux pureau, assurant la garantie d'étanchéité et incluant éventuellement une zone de clouage. La longueur de l'ardoise égale la somme des hauteurs du pureau, du faux pureau et du recouvrement, ce que l'on exprime utilement en disant que la hauteur du pureau égale la demi différence de la longueur de l'ardoise et de la distance de recouvrement.